# Desafío 2017: Súper Humanos, Cap Cana
Desafío 2017: Súper Humanos, Cap Cana fue la decimocuarta temporada del Desafío, un reality show colombiano producido y transmitido por Caracol Televisión. La temporada fue grabada en República Dominicana.
La temporada fue presentada por Catalina Aristizábal y contó con Melina Ramírez como anfitriona en "Playa Oro". Ambas debutaron en esta edición del programa. El premio final correspondía a una suma cercana a los 600 millones de pesos colombianos, incluyendo premios entregados a lo largo de la competencia.

## Producción
El programa fue anunciado oficialmente en mayo de 2017 durante una emisión de Yo me llamo. El estreno tuvo lugar el 23 de mayo de 2017, una vez finalizada la emisión de dicho programa.

## Formato
El programa fue desarrollado en la zona oriental de la isla de República Dominicana. En esta edición se utilizaron tres tipos de playa:
Playa Oro, anteriormente conocida como "Playa Alta", ofrecía las mejores condiciones y estaba destinada a los equipos ganadores de la prueba territorial.
Playa Plata, una playa intermedia representada por un domo transparente y acceso limitado a recursos.
Playa Bronce, anteriormente "Playa Baja", ofrecía las peores condiciones de vida para los equipos perdedores.
Durante la etapa final, los semifinalistas convivieron en Playa Oro. Participaron 36 concursantes, distribuidos en seis equipos regionales: costeños, santandereanos, cafeteros, antioqueños, vallecaucanos y cachacos.
Adicionalmente, se formó un séptimo equipo, denominado «Los Desterrados», integrado por cinco participantes eliminados de sus respectivos grupos en la primera competencia. Este equipo fue liderado por Osmín Hernández.

## Participantes
| Etapa 7 (Fusión)     | Etapa 7 (Fusión)                                                   | Etapa 7 (Fusión) | Etapa 7 (Fusión)                     | Etapa 7 (Fusión) | Etapa 7 (Fusión) | Etapa 7 (Fusión) | Etapa 7 (Fusión) | Etapa 7 (Fusión) | Etapa 7 (Fusión) | Etapa 7 (Fusión) | Etapa 7 (Fusión) | Etapa 7 (Fusión) | Etapa 7 (Fusión)                                                                  | Etapa 7 (Fusión) | Etapa 7 (Fusión)                                               | Etapa 7 (Fusión)  |
| Puesto               | Participante                                                       | Participante     | Participante                         | Participante     | Participante     | Participante     | Participante     | Participante     | Participante     | Participante     | Participante     | Participante     | Participante                                                                      | Edad             | Situación actual                                               | Estadía (en días) |
| -------------------- | ------------------------------------------------------------------ | ---------------- | ------------------------------------ | ---------------- | ---------------- | ---------------- | ---------------- | ---------------- | ---------------- | ---------------- | ---------------- | ---------------- | --------------------------------------------------------------------------------- | ---------------- | -------------------------------------------------------------- | ----------------- |
| 1                    |                                                                    |                  |                                      |                  |                  |                  |                  |                  |                  |                  |                  |                  | Mateo Carvajal Estudiante de entrenamiento deportivo.                             | 24               | Ganador del Desafío 2017                                       | 63 días           |
| 2                    |                                                                    |                  |                                      |                  |                  |                  |                  |                  |                  |                  |                  |                  | Jhon Jairo Mosquera "Gago" Pesista Olímpico y preparador de crossfit.             | 26               | Finalista del Desafío 2017                                     | 63 días           |
| 3                    |                                                                    |                  |                                      |                  |                  |                  |                  |                  |                  |                  |                  |                  | Héctor Murillo Entrenador de parkour.                                             | 27               | Semifinalista Eliminado en la batalla final                    | 63 días           |
| 4                    |                                                                    |                  |                                      |                  |                  |                  |                  |                  |                  |                  |                  |                  | Óscar López Deportista de alto rendimiento.                                       | 29               | 25.° Eliminado en duelo de fuerza.                             | 62 días           |
| 5                    |                                                                    |                  |                                      |                  |                  |                  |                  |                  |                  |                  |                  |                  | Camila López Campeona nacional de crossfit.                                       | 25               | 24.° Eliminada en duelo de fuerza y agilidad.                  | 60 días           |
| 6                    |                                                                    |                  |                                      |                  |                  |                  |                  |                  |                  |                  |                  |                  | Luis Giraldo "Lucho" Gerente y entrenador.                                        | 32               | 23.° Eliminado en duelo de resistencia y fuerza.               | 57 días           |
| 7                    |                                                                    |                  |                                      |                  |                  |                  |                  |                  |                  |                  |                  |                  | Daniel Méndez Oficial de la Armada Nacional.                                      | 26               | 22.° Eliminado en duelo de agilidad.                           | 54 días           |
| 8                    |                                                                    |                  |                                      |                  |                  |                  |                  |                  |                  |                  |                  |                  | Natali Gómez Especialista en artes marciales.                                     | 30               | 21.° Eliminada En duelo de memoria y concentración.            | 51 días           |
| Etapa 6 (Pre-fusión) |                                                                    |                  |                                      |                  |                  |                  |                  |                  |                  |                  |                  |                  |                                                                                   |                  |                                                                |                   |
| 9                    |                                                                    |                  |                                      |                  |                  |                  |                  |                  |                  |                  |                  |                  | Alejandra Cañizares Experta en crossfit.                                          | 24               | 20.° Eliminada En duelo de agilidad y destreza.                | 48 días           |
| 10                   |                                                                    |                  |                                      |                  |                  |                  |                  |                  |                  |                  |                  |                  | Valentina Ortiz Campeona nacional de Street Workout                               | 18               | 19.° Eliminada En duelo de fuerza, concentración y memoria.    | 45 días           |
| 11                   |                                                                    |                  |                                      |                  |                  |                  |                  |                  |                  |                  |                  |                  | Frank Sáenz Entrenador personal.                                                  | 27               | 18.° Eliminado En duelo de fuerza, equilibrio y puntería.      | 41 días           |
| Etapa 5              |                                                                    |                  |                                      |                  |                  |                  |                  |                  |                  |                  |                  |                  |                                                                                   |                  |                                                                |                   |
| 12                   |                                                                    |                  |                                      |                  |                  |                  |                  |                  |                  |                  |                  |                  | Andrea Fernández Geóloga y jugadora de rugby.                                     | 25               | 17.° Eliminada En duelo de equilibrio y agilidad.              | 37 días           |
| 13                   |                                                                    |                  |                                      |                  |                  |                  |                  |                  |                  |                  |                  |                  | Leidy Martínez Contadora pública y especialista en Taekwondo.                     | 27               | 16.° Eliminada En duelo de fuerza, precisión y equilibrio.     | 35 días           |
| 14                   |                                                                    |                  |                                      |                  |                  |                  |                  |                  |                  |                  |                  |                  | Jhonnatan Bulla "Tatán" Stuntman y entrenador.                                    | 25               | Retirado Abandona la competencia por lesión.                   | 34 días           |
| 15                   |                                                                    |                  |                                      |                  |                  |                  |                  |                  |                  |                  |                  |                  | Alejandro Abohomor "Pitbull" Entrenador físico y especialista en artes marciales. | 23               | 14.° Eliminado En duelo de puntería y agilidad.                | 31 días           |
| Etapa 4              |                                                                    |                  |                                      |                  |                  |                  |                  |                  |                  |                  |                  |                  |                                                                                   |                  |                                                                |                   |
| 16                   |                                                                    |                  |                                      |                  |                  |                  |                  |                  |                  |                  |                  |                  | Camila Celemín Estudiante de medicina y patinadora profesional.                   | 19               | 13.ª Eliminada En duelo de agilidad, equilibrio y destreza.    | 29 días           |
| 17                   |                                                                    |                  |                                      |                  |                  |                  |                  |                  |                  |                  |                  |                  | José Vargas Empresario deportivo.                                                 | 22               | Retirado Abandona la competencia por lesión.                   | 27 días           |
| 18                   |                                                                    |                  |                                      |                  |                  |                  |                  |                  |                  |                  |                  |                  | Dúmar Roa Experto en artes marciales mixtas.                                      | 26               | 11.° Eliminado En duelo de memoria y equilibrio.               | 25 días           |
| 19                   |                                                                    |                  |                                      |                  |                  |                  |                  |                  |                  |                  |                  |                  | Tatiana Ussa Modelo fitness.                                                      | 40               | 10.ª Eliminada En duelo de destreza, agilidad y concentración. | 22 días           |
| Etapa 3              |                                                                    |                  |                                      |                  |                  |                  |                  |                  |                  |                  |                  |                  |                                                                                   |                  |                                                                |                   |
| 20                   |                                                                    |                  |                                      |                  |                  |                  |                  |                  |                  |                  |                  |                  | Esteban Bernal "Tebi" Experto de Capoeira.                                        | 30               | 9.° Eliminado En duelo de destreza y equilibrio.               | 20 días           |
| 21                   |                                                                    |                  |                                      |                  |                  |                  |                  |                  |                  |                  |                  |                  | Javier Argel "Galo" Policía.                                                      | 29               | 8.° Eliminados En duelo de equilibrio y puntería.              | 18 días           |
| 21                   |                                                                    |                  |                                      |                  |                  |                  |                  |                  |                  |                  |                  |                  | Fausto Murillo Entrenador.                                                        | 38               | 8.° Eliminados En duelo de equilibrio y puntería.              | 18 días           |
| 22                   |                                                                    |                  |                                      |                  |                  |                  |                  |                  |                  |                  |                  |                  | Francisco Zuluaga Experto en artes marciales mixtas.                              | 23               | Retirado Abandonó la competencia por lesión.                   | 18 días           |
| 23                   |                                                                    |                  |                                      |                  |                  |                  |                  |                  |                  |                  |                  |                  | Juan Olarte "El Loco" Empresario y entrenador funcional.                          | 28               | 7.° Eliminado En duelo de habilidad y destreza.                | 16 días           |
| Etapa 2              |                                                                    |                  |                                      |                  |                  |                  |                  |                  |                  |                  |                  |                  |                                                                                   |                  |                                                                |                   |
| 24                   |                                                                    |                  |                                      |                  |                  |                  |                  |                  |                  |                  |                  |                  | Tatiana Cabeza Empresaria y modelo fitness.                                       | 27               | Retirada Abandona la competencia por lesión.                   | 13 días           |
| 24                   |                                                                    |                  |                                      |                  |                  |                  |                  |                  |                  |                  |                  |                  | Tatiana Ángel Experta en crossfit y voleibol.                                     | 21               | 6.ª Eliminada En duelo de equilibrio y rompecabezas.           | 13 días           |
| 25                   |                                                                    |                  |                                      |                  |                  |                  |                  |                  |                  |                  |                  |                  | Ricardo Álvarez "Ricki" Luchador de brazos.                                       | 27               | 5.° Eliminados En duelo de agilidad, equilibrio y precisión.   | 11 días           |
| 25                   |                                                                    |                  |                                      |                  |                  |                  |                  |                  |                  |                  |                  |                  | Dina Vergara Experta en crossfit.                                                 | 23               | 5.° Eliminados En duelo de agilidad, equilibrio y precisión.   | 11 días           |
| 26                   |                                                                    |                  |                                      |                  |                  |                  |                  |                  |                  |                  |                  |                  | Juliana Jaramillo Futbolista freestyle.                                           | 20               | 4.ª Eliminadas En duelo de destreza y puntería.                | 9 días            |
| 26                   |                                                                    |                  |                                      |                  |                  |                  |                  |                  |                  |                  |                  |                  | Daniela Cardona Preparadora nutricional y entrenadora profesional.                | 26               | 4.ª Eliminadas En duelo de destreza y puntería.                | 9 días            |
| Etapa 1              |                                                                    |                  |                                      |                  |                  |                  |                  |                  |                  |                  |                  |                  |                                                                                   |                  |                                                                |                   |
| 27                   |                                                                    |                  |                                      |                  |                  |                  |                  |                  |                  |                  |                  |                  | Luisa Hernández Estudiante de comunicación social.                                | 21               | 3.ª Eliminadas En duelo de agilidad y equilibrio.              | 6 días            |
| 27                   |                                                                    |                  |                                      |                  |                  |                  |                  |                  |                  |                  |                  |                  | Edith Rocío Ortega "Rochy" Exmilitar y actriz.                                    | 35               | 3.ª Eliminadas En duelo de agilidad y equilibrio.              | 6 días            |
| 28                   |                                                                    |                  |                                      |                  |                  |                  |                  |                  |                  |                  |                  |                  | Yeni Arias Boxeadora profesional.                                                 | 26               | 2.ª Eliminadas En duelo de equilibrio y destreza.              | 4 días            |
| 28                   | Luz Elena Echeverría "Lucecita" Asesora bancaria y modelo fitness. | 31               |                                      |                  |                  |                  |                  |                  |                  |                  |                  |                  |                                                                                   |                  | 2.ª Eliminadas En duelo de equilibrio y destreza.              | 4 días            |
| 29                   | Fabio Carreño Experto en halterofilia.                             | 31               | 1.° Eliminados En duelo de agilidad. | 2 días           |                  |                  |                  |                  |                  |                  |                  |                  |                                                                                   |                  |                                                                |                   |
| 29                   | Victoria Sierra Modelo fitness.                                    | 20               | 1.° Eliminados En duelo de agilidad. | 2 días           |                  |                  |                  |                  |                  |                  |                  |                  |                                                                                   |                  |                                                                |                   |

Leyenda
| - Semana 1 - 3: Participante del equipo Antioqueños. Participante del equipo Cachacos. Participante del equipo Cafeteros. Participante del equipo Costeños. Participante del equipo Santandereanos. Participante del equipo Vallecaucanos. Participante del equipo Desterrados. | - Semana 4 - 6: Participante del equipo Antioqueños. Participante del equipo Cachacos. Participante del equipo Cafeteros. Participante del equipo Santandereanos. Participante del equipo Vallecaucanos. Participante del equipo Desterrados. | - Semana 7 - 9: Participante del equipo Cachacos. Participante del equipo Cafeteros. Participante del equipo Santandereanos. Participante del equipo Vallecaucanos. Participante del equipo Desterrados. | - Semana 10 - 13: Participante del equipo Cachacos. Participante del equipo Cafeteros. Participante del equipo Santandereanos. Participante del equipo Vallecaucanos. |

| - Semana 14 - 17: Participante del equipo Cachacos. Participante del equipo Cafeteros. Participante del equipo Vallecaucanos. | - Semana 18 - 20: Participante del equipo Cafeteros. Participante del equipo Vallecaucanos. | - Semana 21 - : Participante del equipo Fusión (Competencia Individual). |

### Distribución de equipos
- Cachacos: Provenientes de la capital Bogotá en Colombia.
- Costeños: Provenientes de la Costa Caribe Colombiana.
- Antioqueños: Provenientes de Antioquia de Colombia.
- Santandereanos: Provenientes de Santander y Norte de Santander de Colombia.
- Vallecaucanos: Provenientes del Valle del Cauca y Cauca de Colombia.
- Cafeteros: Provenientes de Caldas, Risaralda y Quindio de Colombia.
- Desterrados: Participantes expulsados provenientes de sus respectivas regiones.

| Etapa 1                      | Etapa 1                         | Etapa 1                      | Etapa 1      |
| Equipos                      | Competidores                    | Competidores                 | Competidores |
| ---------------------------- | ------------------------------- | ---------------------------- | ------------ |
| Antioqueños                  |                                 |                              |              |
| Esteban Bernal "Tebi"        | Mateo Carvajal                  | Valentina Ortiz              |              |
| Juliana Jaramillo            | Fausto Murillo                  | Luisa Hernández              |              |
| Cachacos                     |                                 |                              |              |
| Victoria Sierra              | Leidy Martínez                  | Camila Celemín               |              |
| Daniel Méndez                | Jhonnatan Bulla "Tatán"         |                              |              |
| Cafeteros                    |                                 |                              |              |
| Luis Giraldo "Lucho"         | Camila López                    | Yeni Arias                   |              |
| Héctor Murillo               | Daniela Cardona                 |                              |              |
| Costeños                     |                                 |                              |              |
| Dina Vergara                 | Luz Elena Echeverría "Lucecita" | Ricardo Álvarez "Ricki"      |              |
| Alejandro Abomohor "Pitbull" | Tatiana Ángel                   |                              |              |
| Santandereanos               |                                 |                              |              |
| Fabio Carreño                | Andrea Fernández                | José Vargas                  |              |
| Tatiana Cabeza               | Frank Sáenz                     |                              |              |
| Vallecaucanos                |                                 |                              |              |
| Alejandra Cañizares          | Óscar López                     | Jhon Jairo Mosquera "Gago"   |              |
| Juan Olarte "El Loco"        | Natali Gómez                    |                              |              |
| Desterrados                  |                                 |                              |              |
| Tatiana Ussa                 | Dúmar Roa                       | Francisco Zuluaga            |              |
| Edith Rocío Ortega "Rochy"   | Javier Argel "Galo"             |                              |              |
| Etapa 2                      |                                 |                              |              |
| Antioqueños                  |                                 |                              |              |
| Esteban Bernal "Tebi"        | Mateo Carvajal                  | Valentina Ortiz              |              |
| Juliana Jaramillo            | Fausto Murillo                  |                              |              |
| Cachacos                     |                                 |                              |              |
| Leidy Martínez               | Camila Celemín                  | Daniel Méndez                |              |
| Jhonnatan Bulla "Tatán"      | Tatiana Ángel                   | Dina Vergara                 |              |
| Cafeteros                    |                                 |                              |              |
| Luis Giraldo "Lucho"         | Camila López                    | Héctor Murillo               |              |
| Daniela Cardona              |                                 |                              |              |
| Santandereanos               |                                 |                              |              |
| Andrea Fernández             | José Vargas                     | Tatiana Cabeza               |              |
| Frank Sáenz                  | Ricardo Álvarez "Ricki"         | Alejandro Abomohor "Pitbull" |              |
| Vallecaucanos                |                                 |                              |              |
| Alejandra Cañizares          | Óscar López                     | Jhon Jairo Mosquera "Gago"   |              |
| Juan Olarte "El Loco"        | Natali Gómez                    |                              |              |
| Desterrados                  |                                 |                              |              |
| Tatiana Ussa                 | Dúmar Roa                       | Francisco Zuluaga            |              |
| Javier Argel "Galo"          |                                 |                              |              |
| Etapa 3                      |                                 |                              |              |
| Cachacos                     |                                 |                              |              |
| Leidy Martínez               | Camila Celemín                  | Daniel Méndez                |              |
| Jhonnatan Bulla "Tatán"      | Fausto Murillo                  |                              |              |
| Cafeteros                    |                                 |                              |              |
| Luis Giraldo "Lucho"         | Camila López                    | Héctor Murillo               |              |
| Esteban Bernal "Tebi"        | Mateo Carvajal                  |                              |              |
| Santandereanos               |                                 |                              |              |
| Andrea Fernández             | José Vargas                     | Frank Sáenz                  |              |
| Alejandro Abomohor "Pitbull" | Óscar López                     |                              |              |
| Vallecaucanos                |                                 |                              |              |
| Alejandra Cañizares          | Jhon Jairo Mosquera "Gago"      | Juan Olarte "El Loco"        |              |
| Natali Gómez                 | Valentina Ortiz                 |                              |              |
| Desterrados                  |                                 |                              |              |
| Tatiana Ussa                 | Dúmar Roa                       | Francisco Zuluaga            |              |
| Javier Argel "Galo"          |                                 |                              |              |
| Etapa 4                      |                                 |                              |              |
| Cachacos                     |                                 |                              |              |
| Leidy Martínez               | Camila Celemín                  | Daniel Méndez                |              |
| Jhonnatan Bulla "Tatán"      |                                 |                              |              |
| Cafeteros                    |                                 |                              |              |
| Luis Giraldo "Lucho"         | Camila López                    | Héctor Murillo               |              |
| Mateo Carvajal               |                                 |                              |              |
| Santandereanos               |                                 |                              |              |
| Andrea Fernández             | José Vargas                     | Frank Sáenz                  |              |
| Alejandro Abomohor "Pitbull" | Óscar López                     |                              |              |
| Vallecaucanos                |                                 |                              |              |
| Alejandra Cañizares          | Jhon Jairo Mosquera "Gago"      | Natali Gómez                 |              |
| Valentina Ortiz              | Tatiana Ussa                    | Dúmar Roa                    |              |
| Etapa 5                      |                                 |                              |              |
| Cachacos                     |                                 |                              |              |
| Leidy Martínez               | Daniel Méndez                   | Jhonnatan Bulla "Tatán"      |              |
| Andrea Fernández             | Alejandro Abomohor "Pitbull"    |                              |              |
| Cafeteros                    |                                 |                              |              |
| Luis Giraldo "Lucho"         | Camila López                    | Héctor Murillo               |              |
| Mateo Carvajal               | Óscar López                     |                              |              |
| Vallecaucanos                |                                 |                              |              |
| Alejandra Cañizares          | Jhon Jairo Mosquera "Gago"      | Natali Gómez                 |              |
| Valentina Ortiz              | Frank Sáenz                     |                              |              |
| Etapa 6                      |                                 |                              |              |
| Cafeteros                    |                                 |                              |              |
| Luis Giraldo "Lucho"         | Camila López                    | Héctor Murillo               |              |
| Mateo Carvajal               | Óscar López                     | Daniel Méndez                |              |
| Vallecaucanos                |                                 |                              |              |
| Alejandra Cañizares          | Jhon Jairo Mosquera "Gago"      | Natali Gómez                 |              |
| Valentina Ortiz              | Frank Sáenz                     |                              |              |
| Etapa 7                      |                                 |                              |              |
| Fusión                       |                                 |                              |              |
| Mateo Carvajal               | Daniel Méndez                   | Luis Giraldo "Lucho"         |              |
| Camila López                 | Héctor Murillo                  | Óscar López                  |              |
| Jhon Jairo Mosquera "Gago"   | Natali Gómez                    |                              |              |

Notas
| Sub Participante Eliminado.              |
| Participante ganador/a.                  |
| Participante que ocupa el segundo lugar. |
| 1. 2.                                    |

## Resultados generales
|          |             |  |  |  |  |  |  |  |  |  |  | Mateo      | Pierde      | Gana        | Pierde      | Pierde      | Gana        | Sentenciado | Sentenciado | Gana        | Gana        | Pierde      | Gana        | Gana        | Gana        | Sentenciado | Sentenciado | Gana        | Gana        | Gana        | Gana        | Gana        | Gana        | Gana        | Gana        | Pierde      | Sentenciado | Pierde      | Gana        | Gana        | Gana      | Ganador   |  |  |  |  |  |  |  |  |  |  |
|          |             |  |  |  |  |  |  |  |  |  |  | Gago       | Gana        | Gana        | Gana        | Gana        | Pierde      | Pierde      | Pierde      | Pierde      | Gana        | Gana        | Pierde      | Pierde      | Pierde      | Gana        | Gana        | Pierde      | Pierde      | Pierde      | Pierde      | Pierde      | Pierde      | Sentenciado | Sentenciado | Sentenciado | Pierde      | Gana        | Pierde      | Gana        | Gana      | Finalista |  |  |  |  |  |  |  |  |  |  |
|          |             |  |  |  |  |  |  |  |  |  |  | Héctor     | Gana        | Pierde      | Gana        | Pierde      | Gana        | Gana        | Gana        | Gana        | Gana        | Pierde      | Gana        | Gana        | Gana        | Pierde      | Pierde      | Gana        | Gana        | Gana        | Gana        | Gana        | Gana        | Gana        | Gana        | Gana        | Pierde      | Pierde      | Pierde      | Sentenciado | Eliminado |           |  |  |  |  |  |  |  |  |  |  |
|          |             |  |  |  |  |  |  |  |  |  |  | Óscar      | Gana        | Gana        | Gana        | Gana        | Sentenciado | Elim.       | Regr.       | Pierde      | Sentenciado | Sentenciado | Gana        | Sentenciado | Eliminado   | Regr.       | Gana        | Gana        | Gana        | Gana        | Gana        | Gana        | Gana        | Gana        | Gana        | Pierde      | Gana        | Sentenciado | Sentenciado | Eliminado   |           |           |  |  |  |  |  |  |  |  |  |  |
|          |             |  |  |  |  |  |  |  |  |  |  | Camila L.  | Gana        | Pierde      | Gana        | Pierde      | Gana        | Gana        | Gana        | Gana        | Gana        | Pierde      | Gana        | Gana        | Gana        | Pierde      | Pierde      | Gana        | Gana        | Gana        | Gana        | Gana        | Gana        | Gana        | Gana        | Pierde      | Pierde      | Pierde      | Eliminada   |             |           |           |  |  |  |  |  |  |  |  |  |  |
|          |             |  |  |  |  |  |  |  |  |  |  | Lucho      | Gana        | Pierde      | Gana        | Pierde      | Gana        | Gana        | Gana        | Gana        | Gana        | Pierde      | Gana        | Gana        | Gana        | Pierde      | Pierde      | Gana        | Gana        | Gana        | Gana        | Gana        | Gana        | Gana        | Gana        | Pierde      | Pierde      | Eliminado   |             |             |           |           |  |  |  |  |  |  |  |  |  |  |
|          |             |  |  |  |  |  |  |  |  |  |  | Daniel     | Pierde      | Gana        | Pierde      | Pierde      | Pierde      | Pierde      | Pierde      | Gana        | Pierde      | Gana        | Pierde      | Gana        | Gana        | Pierde      | Pierde      | Pierde      | Pierde      | Pierde      | Pierde      | Pierde      | Gana        | Gana        | Gana        | Pierde      | Eliminado   |             |             |             |           |           |  |  |  |  |  |  |  |  |  |  |
|          |             |  |  |  |  |  |  |  |  |  |  | Natali     | Gana        | Gana        | Gana        | Gana        | Pierde      | Pierde      | Pierde      | Pierde      | Gana        | Gana        | Pierde      | Pierde      | Sentenciada | Gana        | Gana        | Pierde      | Sentenciada | Pierde      | Pierde      | Pierde      | Pierde      | Pierde      | Pierde      | Eliminada   |             |             |             |             |           |           |  |  |  |  |  |  |  |  |  |  |
|          |             |  |  |  |  |  |  |  |  |  |  | Alejandra  | Gana        | Gana        | Gana        | Gana        | Pierde      | Pierde      | Pierde      | Pierde      | Gana        | Gana        | Pierde      | Pierde      | Pierde      | Gana        | Gana        | Pierde      | Pierde      | Pierde      | Pierde      | Pierde      | Pierde      | Pierde      | Eliminada   |             |             |             |             |             |           |           |  |  |  |  |  |  |  |  |  |  |
|          |             |  |  |  |  |  |  |  |  |  |  | Valentina  | Pierde      | Gana        | Pierde      | Pierde      | Gana        | Pierde      | Pierde      | Pierde      | Gana        | Gana        | Pierde      | Pierde      | Pierde      | Gana        | Gana        | Pierde      | Pierde      | Sentenciada | Sentenciada | Pierde      | Sentenciada | Eliminada   |             |             |             |             |             |             |           |           |  |  |  |  |  |  |  |  |  |  |
|          |             |  |  |  |  |  |  |  |  |  |  | Frank      | Pierde      | Sentenciado | Pierde      | Gana        | Pierde      | Gana        | Gana        | Pierde      | Pierde      | Pierde      | Gana        | Pierde      | Pierde      | Gana        | Gana        | Sentenciado | Pierde      | Pierde      | Pierde      | Sentenciado | Eliminado   |             |             |             |             |             |             |             |           |           |  |  |  |  |  |  |  |  |  |  |
|          |             |  |  |  |  |  |  |  |  |  |  | Andrea     | Pierde      | Pierde      | Pierde      | Gana        | Pierde      | Gana        | Gana        | Pierde      | Pierde      | Pierde      | Gana        | Pierde      | Pierde      | Gana        | Gana        | Pierde      | Eliminada   | Regr.       | Pier.       | Eliminada   |             |             |             |             |             |             |             |             |           |           |  |  |  |  |  |  |  |  |  |  |
|          |             |  |  |  |  |  |  |  |  |  |  | Leidy      | Pierde      | Gana        | Pierde      | Pierde      | Pierde      | Pierde      | Pierde      | Gana        | Pierde      | Gana        | Pierde      | Gana        | Gana        | Pierde      | Pierde      | Pierde      | Pierde      | Eliminada   | Eliminada   |             |             |             |             |             |             |             |             |             |           |           |  |  |  |  |  |  |  |  |  |  |
|          |             |  |  |  |  |  |  |  |  |  |  | Tatán      | Pierde      | Gana        | Sentenciado | Pierde      | Pierde      | Pierde      | Pierde      | Gana        | Pierde      | Gana        | Pierde      | Gana        | Gana        | Pierde      | Pierde      | Pierde      | Pierde      | Retirado    | Retirado    |             |             |             |             |             |             |             |             |             |           |           |  |  |  |  |  |  |  |  |  |  |
|          |             |  |  |  |  |  |  |  |  |  |  | Pitbull    | Pierde      | Pierde      | Gana        | Gana        | Pierde      | Gana        | Gana        | Sentenciado | Pierde      | Pierde      | Gana        | Pierde      | Pierde      | Gana        | Gana        | Eliminado   |             |             |             |             |             |             |             |             |             |             |             |             |           |           |  |  |  |  |  |  |  |  |  |  |
|          |             |  |  |  |  |  |  |  |  |  |  | Camila C.  | Pierde      | Gana        | Pierde      | Pierde      | Pierde      | Pierde      | Pierde      | Gana        | Pierde      | Gana        | Sentenciada | Gana        | Gana        | Eliminada   | Eliminada   |             |             |             |             |             |             |             |             |             |             |             |             |             |           |           |  |  |  |  |  |  |  |  |  |  |
|          |             |  |  |  |  |  |  |  |  |  |  | José       | Pierde      | Pierde      | Sentenciado | Gana        | Pierde      | Gana        | Gana        | Pierde      | Pierde      | Pierde      | Gana        | Pierde      | Pierde      | Retirado    | Retirado    |             |             |             |             |             |             |             |             |             |             |             |             |             |           |           |  |  |  |  |  |  |  |  |  |  |
|          |             |  |  |  |  |  |  |  |  |  |  | Dúmar      | Gana        | Pierde      | Pierde      | Gana        | Gana        | Gana        | Gana        | Eliminado   | Regresa     | Pierde      | Pierde      | Eliminado   |             |             |             |             |             |             |             |             |             |             |             |             |             |             |             |             |           |           |  |  |  |  |  |  |  |  |  |  |
|          |             |  |  |  |  |  |  |  |  |  |  | Tatiana U. | Gana        | Pierde      | Pierde      | Gana        | Gana        | Gana        | Gana        | Pierde      | Pierde      | Sentenciada | Eliminada   |             |             |             |             |             |             |             |             |             |             |             |             |             |             |             |             |             |           |           |  |  |  |  |  |  |  |  |  |  |
|          |             |  |  |  |  |  |  |  |  |  |  | Tebi       | Sentenciado | Gana        | Pierde      | Pierde      | Gana        | Pierde      | Pierde      | Gana        | Gana        | Eliminado   |             |             |             |             |             |             |             |             |             |             |             |             |             |             |             |             |             |             |           |           |  |  |  |  |  |  |  |  |  |  |
|          |             |  |  |  |  |  |  |  |  |  |  | Galo       | Gana        | Pierde      | Pierde      | Gana        | Gana        | Gana        | Gana        | Pierde      | Eliminados  |             |             |             |             |             |             |             |             |             |             |             |             |             |             |             |             |             |             |             |           |           |  |  |  |  |  |  |  |  |  |  |
|          |             |  |  |  |  |  |  |  |  |  |  | Fausto     | Pierde      | Gana        | Pierde      | Pierde      | Gana        | Pierde      | Pierde      | Gana        | Eliminados  |             |             |             |             |             |             |             |             |             |             |             |             |             |             |             |             |             |             |             |           |           |  |  |  |  |  |  |  |  |  |  |
|          |             |  |  |  |  |  |  |  |  |  |  | Francisco  | Gana        | Sentenciado | Pierde      | Gana        | Gana        | Gana        | Gana        | Pierde      | Retirado    |             |             |             |             |             |             |             |             |             |             |             |             |             |             |             |             |             |             |             |           |           |  |  |  |  |  |  |  |  |  |  |
|          |             |  |  |  |  |  |  |  |  |  |  | El Loco    | Gana        | Gana        | Gana        | Gana        | Pierde      | Pierde      | Pierde      | Eliminado   |             |             |             |             |             |             |             |             |             |             |             |             |             |             |             |             |             |             |             |             |           |           |  |  |  |  |  |  |  |  |  |  |
|          |             |  |  |  |  |  |  |  |  |  |  | Tatiana C. | Pierde      | Pierde      | Pierde      | Gana        | Pierde      | Retirada    | Retirada    |             |             |             |             |             |             |             |             |             |             |             |             |             |             |             |             |             |             |             |             |             |           |           |  |  |  |  |  |  |  |  |  |  |
|          |             |  |  |  |  |  |  |  |  |  |  | Tatiana Á. | Pierde      | Pierde      | Gana        | Sentenciada | Pierde      | Eliminada   | Eliminada   |             |             |             |             |             |             |             |             |             |             |             |             |             |             |             |             |             |             |             |             |             |           |           |  |  |  |  |  |  |  |  |  |  |
|          |             |  |  |  |  |  |  |  |  |  |  | Ricki      | Pierde      | Pierde      | Gana        | Gana        | Eliminados  |             |             |             |             |             |             |             |             |             |             |             |             |             |             |             |             |             |             |             |             |             |             |             |           |           |  |  |  |  |  |  |  |  |  |  |
|          |             |  |  |  |  |  |  |  |  |  |  | Dina       | Pierde      | Pierde      | Gana        | Pierde      | Eliminados  |             |             |             |             |             |             |             |             |             |             |             |             |             |             |             |             |             |             |             |             |             |             |             |           |           |  |  |  |  |  |  |  |  |  |  |
|          |             |  |  |  |  |  |  |  |  |  |  | Juliana    | Pierde      | Gana        | Pierde      | Eliminadas  |             |             |             |             |             |             |             |             |             |             |             |             |             |             |             |             |             |             |             |             |             |             |             |             |           |           |  |  |  |  |  |  |  |  |  |  |
|          |             |  |  |  |  |  |  |  |  |  |  | Daniela    | Gana        | Pierde      | Gana        | Eliminadas  |             |             |             |             |             |             |             |             |             |             |             |             |             |             |             |             |             |             |             |             |             |             |             |             |           |           |  |  |  |  |  |  |  |  |  |  |
|          |             |  |  |  |  |  |  |  |  |  |  | Luisa      | Pierde      | Gana        | Eliminadas  |             |             |             |             |             |             |             |             |             |             |             |             |             |             |             |             |             |             |             |             |             |             |             |             |             |           |           |  |  |  |  |  |  |  |  |  |  |
|          |             |  |  |  |  |  |  |  |  |  |  | Rochy      | Gana        | Pierde      | Eliminadas  |             |             |             |             |             |             |             |             |             |             |             |             |             |             |             |             |             |             |             |             |             |             |             |             |             |           |           |  |  |  |  |  |  |  |  |  |  |
|          |             |  |  |  |  |  |  |  |  |  |  | Yeni       | Gana        | Eliminadas  |             |             |             |             |             |             |             |             |             |             |             |             |             |             |             |             |             |             |             |             |             |             |             |             |             |             |           |           |  |  |  |  |  |  |  |  |  |  |
| Lucecita | Sentenciada |  |  |  |  |  |  |  |  |  |  |            |             | Eliminadas  |             |             |             |             |             |             |             |             |             |             |             |             |             |             |             |             |             |             |             |             |             |             |             |             |             |             |           |           |  |  |  |  |  |  |  |  |  |  |
| Fabio    | Eliminados  |  |  |  |  |  |  |  |  |  |  |            |             |             |             |             |             |             |             |             |             |             |             |             |             |             |             |             |             |             |             |             |             |             |             |             |             |             |             |             |           |           |  |  |  |  |  |  |  |  |  |  |
| Victoria | Eliminados  |  |  |  |  |  |  |  |  |  |  |            |             |             |             |             |             |             |             |             |             |             |             |             |             |             |             |             |             |             |             |             |             |             |             |             |             |             |             |             |           |           |  |  |  |  |  |  |  |  |  |  |

Leyenda
| Color | Significado |
| ----- | --- |
|       | • El participante es uno de los dos ganadores de la batalla final. |
|       | • El participante gana junto a su equipo el Desafío de Salvación y obtiene el brazalete de salvación. • El Participante gana el Desafío de Salvación y obtiene el brazalete de salvación. |
|       | • El participante pierde junto a su equipo el desafío de salvación y es nominado por sus compañeros en el juicio, pero no es sentenciado al recibir menor cantidad de votos. • El participante pierde el desafío de salvación, y es nominado por sus compañeros en el juicio, pero no es sentenciado al recibir menor cantidad de votos. |
|       | • El participante pierde junto a su equipo el desafío de salvación, va al juicio, pero ninguno de sus compañeros vota por él. |
|       | • El participante pierde junto a su equipo el desafío de salvación y es sentenciado por sus compañeros en el juicio al desafío a muerte. • El Participante pierde el desafío de salvación y es sentenciado por sus compañeros en el juicio al desafío a muerte.                                                                          |
|       | • El participante pierde junto a su equipo el desafío de salvación y es sentenciado al desafío a muerte por el equipo ganador del desafío de salvación. • El participante es sentenciado por el ganador del desafío de salvación. |
|       | • El participante regresa a la competencia en reemplazo de un participante expulsado o de un participante que renunció. |
|       | • El participante se retira del juego por lesión, enfermedad o accidente. |
|       | • El participante pierde junto a su equipo el desafío de salvación, es sentenciado al desafío a muerte y posteriormente es eliminado de la competencia. • El participante es sentenciado al desafío a muerte y posteriormente es eliminado de la competencia. • El participante pierde la batalla final y es automáticamente eliminado.  |
|       | |

## Competencias

### Desafío Territorial
Los territorios de Playa Oro, Playa Plata y Playa Bronce de nuevo son compartidos inicialmente por dos equipos cada uno, así que también los equipos deberán convivir con sus “rivales”. El equipo de los desterrados no participa de estas competencias al tener asignado un territorio propio denominado "El Infierno". El Ganador de esta prueba, aparte de la playa ganada asignada también obtienen un premio de recompensa ya sea viaje, comida, baile, etc.
| Etapa 1 | Etapa 1        | Etapa 1        | Etapa 1        | Etapa 1        | Etapa 1        | Etapa 1        | Etapa 1        | Etapa 1        | Etapa 1        | Etapa 1        | Etapa 1        | Etapa 1        | Etapa 1        | Etapa 1        | Etapa 1        | Etapa 1        | Etapa 1        | Etapa 1        | Etapa 1        | Etapa 1        | Etapa 1        | Etapa 1        | Etapa 1        | Etapa 1        | Etapa 1        | Etapa 1        | Etapa 1        | Etapa 1        | Etapa 1       | Etapa 1       | Etapa 1       | Etapa 1       | Etapa 1       | Etapa 1       | Etapa 1       | Etapa 1       | Etapa 1        | Etapa 1        | Etapa 1        | Etapa 1        | Etapa 1        | Etapa 1        | Etapa 1        | Etapa 1        | Etapa 1        | Etapa 1        | Etapa 1        | Etapa 1        | Etapa 1        | Etapa 1        | Etapa 1        | Etapa 1        | Etapa 1        | Etapa 1        | Etapa 1        | Etapa 1        | Etapa 1        | Etapa 1        | Etapa 1        | Etapa 1        | Etapa 1        | Etapa 1        | Etapa 1        | Etapa 1        | Etapa 1        | Etapa 1        | Etapa 1        | Etapa 1        | Etapa 1        | Etapa 1        | Etapa 1        | Etapa 1        | Etapa 1        | Etapa 1        | Etapa 1        | Etapa 1        | Etapa 1        | Etapa 1        | Etapa 1        | Etapa 1        | Etapa 1        | Etapa 1        |                |                |
| Semana  | Playa Oro      | Playa Oro      | Playa Oro      | Playa Oro      | Playa Oro      | Playa Oro      | Playa Oro      | Playa Oro      | Playa Oro      | Playa Oro      | Playa Oro      | Playa Oro      | Playa Oro      | Playa Oro      | Playa Oro      | Playa Oro      | Playa Oro      | Playa Oro      | Playa Oro      | Playa Oro      | Playa Oro      | Playa Oro      | Playa Oro      | Playa Oro      | Playa Plata    | Playa Plata    | Playa Plata    | Playa Plata    | Playa Plata   | Playa Plata   | Playa Plata   | Playa Plata   | Playa Plata   | Playa Plata   | Playa Plata   | Playa Plata   | Playa Plata    | Playa Plata    | Playa Plata    | Playa Plata    | Playa Plata    | Playa Plata    | Playa Plata    | Playa Plata    | Playa Plata    | Playa Plata    | Playa Plata    | Playa Plata    | Playa Bronce   | Playa Bronce   | Playa Bronce   | Playa Bronce   | Playa Bronce   | Playa Bronce   | Playa Bronce   | Playa Bronce   | Playa Bronce   | Playa Bronce   | Playa Bronce   | Playa Bronce   | Playa Bronce   | Playa Bronce   | Playa Bronce   | Playa Bronce   | Playa Bronce   | Playa Bronce   | Playa Bronce   | Playa Bronce   | Playa Bronce   | Playa Bronce   | Playa Bronce   | Playa Bronce   | Infierno       | Infierno       | Infierno       | Infierno       | Infierno       | Infierno       | Infierno       | Infierno       | Infierno       | Infierno       | Infierno       | Infierno       |
| Semana  | 1.er Lugar     | 1.er Lugar     | 1.er Lugar     | 1.er Lugar     | 1.er Lugar     | 1.er Lugar     | 1.er Lugar     | 1.er Lugar     | 1.er Lugar     | 1.er Lugar     | 1.er Lugar     | 1.er Lugar     | 2.do Lugar     | 2.do Lugar     | 2.do Lugar     | 2.do Lugar     | 2.do Lugar     | 2.do Lugar     | 2.do Lugar     | 2.do Lugar     | 2.do Lugar     | 2.do Lugar     | 2.do Lugar     | 2.do Lugar     | 3.er Lugar     | 3.er Lugar     | 3.er Lugar     | 3.er Lugar     | 3.er Lugar    | 3.er Lugar    | 3.er Lugar    | 3.er Lugar    | 3.er Lugar    | 3.er Lugar    | 3.er Lugar    | 3.er Lugar    | 4.to Lugar     | 4.to Lugar     | 4.to Lugar     | 4.to Lugar     | 4.to Lugar     | 4.to Lugar     | 4.to Lugar     | 4.to Lugar     | 4.to Lugar     | 4.to Lugar     | 4.to Lugar     | 4.to Lugar     | 5.to Lugar     | 5.to Lugar     | 5.to Lugar     | 5.to Lugar     | 5.to Lugar     | 5.to Lugar     | 5.to Lugar     | 5.to Lugar     | 5.to Lugar     | 5.to Lugar     | 5.to Lugar     | 5.to Lugar     | 6.to Lugar     | 6.to Lugar     | 6.to Lugar     | 6.to Lugar     | 6.to Lugar     | 6.to Lugar     | 6.to Lugar     | 6.to Lugar     | 6.to Lugar     | 6.to Lugar     | 6.to Lugar     | 6.to Lugar     | Infierno       | Infierno       | Infierno       | Infierno       | Infierno       | Infierno       | Infierno       | Infierno       | Infierno       | Infierno       | Infierno       | Infierno       |
| ------- | -------------- | -------------- | -------------- | -------------- | -------------- | -------------- | -------------- | -------------- | -------------- | -------------- | -------------- | -------------- | -------------- | -------------- | -------------- | -------------- | -------------- | -------------- | -------------- | -------------- | -------------- | -------------- | -------------- | -------------- | -------------- | -------------- | -------------- | -------------- | ------------- | ------------- | ------------- | ------------- | ------------- | ------------- | ------------- | ------------- | -------------- | -------------- | -------------- | -------------- | -------------- | -------------- | -------------- | -------------- | -------------- | -------------- | -------------- | -------------- | -------------- | -------------- | -------------- | -------------- | -------------- | -------------- | -------------- | -------------- | -------------- | -------------- | -------------- | -------------- | -------------- | -------------- | -------------- | -------------- | -------------- | -------------- | -------------- | -------------- | -------------- | -------------- | -------------- | -------------- | -------------- | -------------- | -------------- | -------------- | -------------- | -------------- | -------------- | -------------- | -------------- | -------------- | -------------- | -------------- |
| 1       | Antioqueños    | Antioqueños    | Antioqueños    | Antioqueños    | Antioqueños    | Antioqueños    | Antioqueños    | Antioqueños    | Antioqueños    | Antioqueños    | Antioqueños    | Antioqueños    | Vallecaucanos  | Vallecaucanos  | Vallecaucanos  | Vallecaucanos  | Vallecaucanos  | Vallecaucanos  | Vallecaucanos  | Vallecaucanos  | Vallecaucanos  | Vallecaucanos  | Vallecaucanos  | Vallecaucanos  | Cachacos       | Cachacos       | Cachacos       | Cachacos       | Cachacos      | Cachacos      | Cachacos      | Cachacos      | Cachacos      | Cachacos      | Cachacos      | Cachacos      | Cafeteros      | Cafeteros      | Cafeteros      | Cafeteros      | Cafeteros      | Cafeteros      | Cafeteros      | Cafeteros      | Cafeteros      | Cafeteros      | Cafeteros      | Cafeteros      | Santandereanos | Santandereanos | Santandereanos | Santandereanos | Santandereanos | Santandereanos | Santandereanos | Santandereanos | Santandereanos | Santandereanos | Santandereanos | Santandereanos | Costeños       | Costeños       | Costeños       | Costeños       | Costeños       | Costeños       | Costeños       | Costeños       | Costeños       | Costeños       | Costeños       | Costeños       | Desterrados    | Desterrados    | Desterrados    | Desterrados    | Desterrados    | Desterrados    | Desterrados    | Desterrados    | Desterrados    | Desterrados    | Desterrados    | Desterrados    |
| 2       | Vallecaucanos  | Vallecaucanos  | Vallecaucanos  | Vallecaucanos  | Vallecaucanos  | Vallecaucanos  | Vallecaucanos  | Vallecaucanos  | Vallecaucanos  | Vallecaucanos  | Vallecaucanos  | Vallecaucanos  | Santandereanos | Santandereanos | Santandereanos | Santandereanos | Santandereanos | Santandereanos | Santandereanos | Santandereanos | Santandereanos | Santandereanos | Santandereanos | Santandereanos | Costeños       | Costeños       | Costeños       | Costeños       | Costeños      | Costeños      | Costeños      | Costeños      | Costeños      | Costeños      | Costeños      | Costeños      | Cachacos       | Cachacos       | Cachacos       | Cachacos       | Cachacos       | Cachacos       | Cachacos       | Cachacos       | Cachacos       | Cachacos       | Cachacos       | Cachacos       | Antioqueños    | Antioqueños    | Antioqueños    | Antioqueños    | Antioqueños    | Antioqueños    | Antioqueños    | Antioqueños    | Antioqueños    | Antioqueños    | Antioqueños    | Antioqueños    | Cafeteros      | Cafeteros      | Cafeteros      | Cafeteros      | Cafeteros      | Cafeteros      | Cafeteros      | Cafeteros      | Cafeteros      | Cafeteros      | Cafeteros      | Cafeteros      | Desterrados    | Desterrados    | Desterrados    | Desterrados    | Desterrados    | Desterrados    | Desterrados    | Desterrados    | Desterrados    | Desterrados    | Desterrados    | Desterrados    |
| 3       | Vallecaucanos  | Vallecaucanos  | Vallecaucanos  | Vallecaucanos  | Vallecaucanos  | Vallecaucanos  | Vallecaucanos  | Vallecaucanos  | Vallecaucanos  | Vallecaucanos  | Vallecaucanos  | Vallecaucanos  | Cafeteros      | Cafeteros      | Cafeteros      | Cafeteros      | Cafeteros      | Cafeteros      | Cafeteros      | Cafeteros      | Cafeteros      | Cafeteros      | Cafeteros      | Cafeteros      | Costeños       | Costeños       | Costeños       | Costeños       | Costeños      | Costeños      | Costeños      | Costeños      | Costeños      | Costeños      | Costeños      | Costeños      | Antioqueños    | Antioqueños    | Antioqueños    | Antioqueños    | Antioqueños    | Antioqueños    | Antioqueños    | Antioqueños    | Antioqueños    | Antioqueños    | Antioqueños    | Antioqueños    | Santandereanos | Santandereanos | Santandereanos | Santandereanos | Santandereanos | Santandereanos | Santandereanos | Santandereanos | Santandereanos | Santandereanos | Santandereanos | Santandereanos | Cachacos       | Cachacos       | Cachacos       | Cachacos       | Cachacos       | Cachacos       | Cachacos       | Cachacos       | Cachacos       | Cachacos       | Cachacos       | Cachacos       | Desterrados    | Desterrados    | Desterrados    | Desterrados    | Desterrados    | Desterrados    | Desterrados    | Desterrados    | Desterrados    | Desterrados    | Desterrados    | Desterrados    |
| Etapa 2 |                |                |                |                |                |                |                |                |                |                |                |                |                |                |                |                |                |                |                |                |                |                |                |                |                |                |                |                |               |               |               |               |               |               |               |               |                |                |                |                |                |                |                |                |                |                |                |                |                |                |                |                |                |                |                |                |                |                |                |                |                |                |                |                |                |                |                |                |                |                |                |                |                |                |                |                |                |                |                |                |                |                |                |                |
| Semana  | Playa Oro      | Playa Oro      | Playa Oro      | Playa Oro      | Playa Oro      | Playa Oro      | Playa Oro      | Playa Oro      | Playa Oro      | Playa Oro      | Playa Oro      | Playa Oro      | Playa Oro      | Playa Oro      | Playa Oro      | Playa Oro      | Playa Oro      | Playa Oro      | Playa Oro      | Playa Oro      | Playa Oro      | Playa Oro      | Playa Oro      | Playa Oro      | Playa Plata    | Playa Plata    | Playa Plata    | Playa Plata    | Playa Plata   | Playa Plata   | Playa Plata   | Playa Plata   | Playa Plata   | Playa Plata   | Playa Plata   | Playa Plata   | Playa Plata    | Playa Plata    | Playa Plata    | Playa Plata    | Playa Plata    | Playa Plata    | Playa Plata    | Playa Plata    | Playa Plata    | Playa Plata    | Playa Plata    | Playa Plata    | Playa Bronce   | Playa Bronce   | Playa Bronce   | Playa Bronce   | Playa Bronce   | Playa Bronce   | Playa Bronce   | Playa Bronce   | Playa Bronce   | Playa Bronce   | Playa Bronce   | Playa Bronce   | Playa Bronce   | Playa Bronce   | Playa Bronce   | Playa Bronce   | Playa Bronce   | Playa Bronce   | Playa Bronce   | Playa Bronce   | Playa Bronce   | Playa Bronce   | Playa Bronce   | Playa Bronce   | Infierno       | Infierno       | Infierno       | Infierno       | Infierno       | Infierno       | Infierno       | Infierno       | Infierno       | Infierno       | Infierno       | Infierno       |
| Semana  | 1.er Lugar     | 1.er Lugar     | 1.er Lugar     | 1.er Lugar     | 1.er Lugar     | 1.er Lugar     | 1.er Lugar     | 1.er Lugar     | 1.er Lugar     | 1.er Lugar     | 1.er Lugar     | 1.er Lugar     | 1.er Lugar     | 1.er Lugar     | 1.er Lugar     | 1.er Lugar     | 1.er Lugar     | 1.er Lugar     | 1.er Lugar     | 1.er Lugar     | 1.er Lugar     | 1.er Lugar     | 1.er Lugar     | 1.er Lugar     | 2.do Lugar     | 2.do Lugar     | 2.do Lugar     | 2.do Lugar     | 2.do Lugar    | 2.do Lugar    | 2.do Lugar    | 2.do Lugar    | 2.do Lugar    | 2.do Lugar    | 2.do Lugar    | 2.do Lugar    | 3.er Lugar     | 3.er Lugar     | 3.er Lugar     | 3.er Lugar     | 3.er Lugar     | 3.er Lugar     | 3.er Lugar     | 3.er Lugar     | 3.er Lugar     | 3.er Lugar     | 3.er Lugar     | 3.er Lugar     | 4.to Lugar     | 4.to Lugar     | 4.to Lugar     | 4.to Lugar     | 4.to Lugar     | 4.to Lugar     | 4.to Lugar     | 4.to Lugar     | 4.to Lugar     | 4.to Lugar     | 4.to Lugar     | 4.to Lugar     | 5.to Lugar     | 5.to Lugar     | 5.to Lugar     | 5.to Lugar     | 5.to Lugar     | 5.to Lugar     | 5.to Lugar     | 5.to Lugar     | 5.to Lugar     | 5.to Lugar     | 5.to Lugar     | 5.to Lugar     | Infierno       | Infierno       | Infierno       | Infierno       | Infierno       | Infierno       | Infierno       | Infierno       | Infierno       | Infierno       | Infierno       | Infierno       |
| 4       | Cachacos       | Cachacos       | Cachacos       | Cachacos       | Cachacos       | Cachacos       | Cachacos       | Cachacos       | Cachacos       | Cachacos       | Cachacos       | Cachacos       | Cachacos       | Cachacos       | Cachacos       | Cachacos       | Cachacos       | Cachacos       | Cachacos       | Cachacos       | Cachacos       | Cachacos       | Cachacos       | Cachacos       | Vallecaucanos  | Vallecaucanos  | Vallecaucanos  | Vallecaucanos  | Vallecaucanos | Vallecaucanos | Vallecaucanos | Vallecaucanos | Vallecaucanos | Vallecaucanos | Vallecaucanos | Vallecaucanos | Antioqueños    | Antioqueños    | Antioqueños    | Antioqueños    | Antioqueños    | Antioqueños    | Antioqueños    | Antioqueños    | Antioqueños    | Antioqueños    | Antioqueños    | Antioqueños    | Cafeteros      | Cafeteros      | Cafeteros      | Cafeteros      | Cafeteros      | Cafeteros      | Cafeteros      | Cafeteros      | Cafeteros      | Cafeteros      | Cafeteros      | Cafeteros      | Santandereanos | Santandereanos | Santandereanos | Santandereanos | Santandereanos | Santandereanos | Santandereanos | Santandereanos | Santandereanos | Santandereanos | Santandereanos | Santandereanos | Desterrados    | Desterrados    | Desterrados    | Desterrados    | Desterrados    | Desterrados    | Desterrados    | Desterrados    | Desterrados    | Desterrados    | Desterrados    | Desterrados    |
| 5       | Antioqueños    | Antioqueños    | Antioqueños    | Antioqueños    | Antioqueños    | Antioqueños    | Antioqueños    | Antioqueños    | Antioqueños    | Antioqueños    | Antioqueños    | Antioqueños    | Antioqueños    | Antioqueños    | Antioqueños    | Antioqueños    | Antioqueños    | Antioqueños    | Antioqueños    | Antioqueños    | Antioqueños    | Antioqueños    | Antioqueños    | Antioqueños    | Vallecaucanos  | Vallecaucanos  | Vallecaucanos  | Vallecaucanos  | Vallecaucanos | Vallecaucanos | Vallecaucanos | Vallecaucanos | Vallecaucanos | Vallecaucanos | Vallecaucanos | Vallecaucanos | Santandereanos | Santandereanos | Santandereanos | Santandereanos | Santandereanos | Santandereanos | Santandereanos | Santandereanos | Santandereanos | Santandereanos | Santandereanos | Santandereanos | Cafeteros      | Cafeteros      | Cafeteros      | Cafeteros      | Cafeteros      | Cafeteros      | Cafeteros      | Cafeteros      | Cafeteros      | Cafeteros      | Cafeteros      | Cafeteros      | Cachacos       | Cachacos       | Cachacos       | Cachacos       | Cachacos       | Cachacos       | Cachacos       | Cachacos       | Cachacos       | Cachacos       | Cachacos       | Cachacos       | Desterrados    | Desterrados    | Desterrados    | Desterrados    | Desterrados    | Desterrados    | Desterrados    | Desterrados    | Desterrados    | Desterrados    | Desterrados    | Desterrados    |
| 6       | Santandereanos | Santandereanos | Santandereanos | Santandereanos | Santandereanos | Santandereanos | Santandereanos | Santandereanos | Santandereanos | Santandereanos | Santandereanos | Santandereanos | Santandereanos | Santandereanos | Santandereanos | Santandereanos | Santandereanos | Santandereanos | Santandereanos | Santandereanos | Santandereanos | Santandereanos | Santandereanos | Santandereanos | Cachacos       | Cachacos       | Cachacos       | Cachacos       | Cachacos      | Cachacos      | Cachacos      | Cachacos      | Cachacos      | Cachacos      | Cachacos      | Cachacos      | Vallecaucanos  | Vallecaucanos  | Vallecaucanos  | Vallecaucanos  | Vallecaucanos  | Vallecaucanos  | Vallecaucanos  | Vallecaucanos  | Vallecaucanos  | Vallecaucanos  | Vallecaucanos  | Vallecaucanos  | Antioqueños    | Antioqueños    | Antioqueños    | Antioqueños    | Antioqueños    | Antioqueños    | Antioqueños    | Antioqueños    | Antioqueños    | Antioqueños    | Antioqueños    | Antioqueños    | Cafeteros      | Cafeteros      | Cafeteros      | Cafeteros      | Cafeteros      | Cafeteros      | Cafeteros      | Cafeteros      | Cafeteros      | Cafeteros      | Cafeteros      | Cafeteros      | Desterrados    | Desterrados    | Desterrados    | Desterrados    | Desterrados    | Desterrados    | Desterrados    | Desterrados    | Desterrados    | Desterrados    | Desterrados    | Desterrados    |
| Etapa 3 |                |                |                |                |                |                |                |                |                |                |                |                |                |                |                |                |                |                |                |                |                |                |                |                |                |                |                |                |               |               |               |               |               |               |               |               |                |                |                |                |                |                |                |                |                |                |                |                |                |                |                |                |                |                |                |                |                |                |                |                |                |                |                |                |                |                |                |                |                |                |                |                |                |                |                |                |                |                |                |                |                |                |                |                |
| Semana  | Playa Oro      | Playa Oro      | Playa Oro      | Playa Oro      | Playa Oro      | Playa Oro      | Playa Oro      | Playa Oro      | Playa Oro      | Playa Oro      | Playa Oro      | Playa Oro      | Playa Oro      | Playa Oro      | Playa Oro      | Playa Oro      | Playa Oro      | Playa Oro      | Playa Oro      | Playa Oro      | Playa Oro      | Playa Oro      | Playa Oro      | Playa Oro      | Playa Plata    | Playa Plata    | Playa Plata    | Playa Plata    | Playa Plata   | Playa Plata   | Playa Plata   | Playa Plata   | Playa Plata   | Playa Plata   | Playa Plata   | Playa Plata   | Playa Plata    | Playa Plata    | Playa Plata    | Playa Plata    | Playa Plata    | Playa Plata    | Playa Plata    | Playa Plata    | Playa Plata    | Playa Plata    | Playa Plata    | Playa Plata    | Playa Bronce   | Playa Bronce   | Playa Bronce   | Playa Bronce   | Playa Bronce   | Playa Bronce   | Playa Bronce   | Playa Bronce   | Playa Bronce   | Playa Bronce   | Playa Bronce   | Playa Bronce   | Playa Bronce   | Playa Bronce   | Playa Bronce   | Playa Bronce   | Playa Bronce   | Playa Bronce   | Playa Bronce   | Playa Bronce   | Playa Bronce   | Playa Bronce   | Playa Bronce   | Playa Bronce   | Infierno       | Infierno       | Infierno       | Infierno       | Infierno       | Infierno       | Infierno       | Infierno       | Infierno       | Infierno       | Infierno       | Infierno       |
| Semana  | 1.er Lugar     | 1.er Lugar     | 1.er Lugar     | 1.er Lugar     | 1.er Lugar     | 1.er Lugar     | 1.er Lugar     | 1.er Lugar     | 1.er Lugar     | 1.er Lugar     | 1.er Lugar     | 1.er Lugar     | 1.er Lugar     | 1.er Lugar     | 1.er Lugar     | 1.er Lugar     | 1.er Lugar     | 1.er Lugar     | 1.er Lugar     | 1.er Lugar     | 1.er Lugar     | 1.er Lugar     | 1.er Lugar     | 1.er Lugar     | 2.do Lugar     | 2.do Lugar     | 2.do Lugar     | 2.do Lugar     | 2.do Lugar    | 2.do Lugar    | 2.do Lugar    | 2.do Lugar    | 2.do Lugar    | 2.do Lugar    | 2.do Lugar    | 2.do Lugar    | 2.do Lugar     | 2.do Lugar     | 2.do Lugar     | 2.do Lugar     | 2.do Lugar     | 2.do Lugar     | 2.do Lugar     | 2.do Lugar     | 2.do Lugar     | 2.do Lugar     | 2.do Lugar     | 2.do Lugar     | 3.er Lugar     | 3.er Lugar     | 3.er Lugar     | 3.er Lugar     | 3.er Lugar     | 3.er Lugar     | 3.er Lugar     | 3.er Lugar     | 3.er Lugar     | 3.er Lugar     | 3.er Lugar     | 3.er Lugar     | 4.to Lugar     | 4.to Lugar     | 4.to Lugar     | 4.to Lugar     | 4.to Lugar     | 4.to Lugar     | 4.to Lugar     | 4.to Lugar     | 4.to Lugar     | 4.to Lugar     | 4.to Lugar     | 4.to Lugar     | Infierno       | Infierno       | Infierno       | Infierno       | Infierno       | Infierno       | Infierno       | Infierno       | Infierno       | Infierno       | Infierno       | Infierno       |
| 7       | Santandereanos | Santandereanos | Santandereanos | Santandereanos | Santandereanos | Santandereanos | Santandereanos | Santandereanos | Santandereanos | Santandereanos | Santandereanos | Santandereanos | Santandereanos | Santandereanos | Santandereanos | Santandereanos | Santandereanos | Santandereanos | Santandereanos | Santandereanos | Santandereanos | Santandereanos | Santandereanos | Santandereanos | Cachacos       | Cachacos       | Cachacos       | Cachacos       | Cachacos      | Cachacos      | Cachacos      | Cachacos      | Cachacos      | Cachacos      | Cachacos      | Cachacos      | Cachacos       | Cachacos       | Cachacos       | Cachacos       | Cachacos       | Cachacos       | Cachacos       | Cachacos       | Cachacos       | Cachacos       | Cachacos       | Cachacos       | Cafeteros      | Cafeteros      | Cafeteros      | Cafeteros      | Cafeteros      | Cafeteros      | Cafeteros      | Cafeteros      | Cafeteros      | Cafeteros      | Cafeteros      | Cafeteros      | Vallecaucanos  | Vallecaucanos  | Vallecaucanos  | Vallecaucanos  | Vallecaucanos  | Vallecaucanos  | Vallecaucanos  | Vallecaucanos  | Vallecaucanos  | Vallecaucanos  | Vallecaucanos  | Vallecaucanos  | Desterrados    | Desterrados    | Desterrados    | Desterrados    | Desterrados    | Desterrados    | Desterrados    | Desterrados    | Desterrados    | Desterrados    | Desterrados    | Desterrados    |
| 8       | Cafeteros      | Cafeteros      | Cafeteros      | Cafeteros      | Cafeteros      | Cafeteros      | Cafeteros      | Cafeteros      | Cafeteros      | Cafeteros      | Cafeteros      | Cafeteros      | Cafeteros      | Cafeteros      | Cafeteros      | Cafeteros      | Cafeteros      | Cafeteros      | Cafeteros      | Cafeteros      | Cafeteros      | Cafeteros      | Cafeteros      | Cafeteros      | Cachacos       | Cachacos       | Cachacos       | Cachacos       | Cachacos      | Cachacos      | Cachacos      | Cachacos      | Cachacos      | Cachacos      | Cachacos      | Cachacos      | Cachacos       | Cachacos       | Cachacos       | Cachacos       | Cachacos       | Cachacos       | Cachacos       | Cachacos       | Cachacos       | Cachacos       | Cachacos       | Cachacos       | Santandereanos | Santandereanos | Santandereanos | Santandereanos | Santandereanos | Santandereanos | Santandereanos | Santandereanos | Santandereanos | Santandereanos | Santandereanos | Santandereanos | Vallecaucanos  | Vallecaucanos  | Vallecaucanos  | Vallecaucanos  | Vallecaucanos  | Vallecaucanos  | Vallecaucanos  | Vallecaucanos  | Vallecaucanos  | Vallecaucanos  | Vallecaucanos  | Vallecaucanos  | Desterrados    | Desterrados    | Desterrados    | Desterrados    | Desterrados    | Desterrados    | Desterrados    | Desterrados    | Desterrados    | Desterrados    | Desterrados    | Desterrados    |
| 9       | Santandereanos | Santandereanos | Santandereanos | Santandereanos | Santandereanos | Santandereanos | Santandereanos | Santandereanos | Santandereanos | Santandereanos | Santandereanos | Santandereanos | Santandereanos | Santandereanos | Santandereanos | Santandereanos | Santandereanos | Santandereanos | Santandereanos | Santandereanos | Santandereanos | Santandereanos | Santandereanos | Santandereanos | Cafeteros      | Cafeteros      | Cafeteros      | Cafeteros      | Cafeteros     | Cafeteros     | Cafeteros     | Cafeteros     | Cafeteros     | Cafeteros     | Cafeteros     | Cafeteros     | Cafeteros      | Cafeteros      | Cafeteros      | Cafeteros      | Cafeteros      | Cafeteros      | Cafeteros      | Cafeteros      | Cafeteros      | Cafeteros      | Cafeteros      | Cafeteros      | Vallecaucanos  | Vallecaucanos  | Vallecaucanos  | Vallecaucanos  | Vallecaucanos  | Vallecaucanos  | Vallecaucanos  | Vallecaucanos  | Vallecaucanos  | Vallecaucanos  | Vallecaucanos  | Vallecaucanos  | Cachacos       | Cachacos       | Cachacos       | Cachacos       | Cachacos       | Cachacos       | Cachacos       | Cachacos       | Cachacos       | Cachacos       | Cachacos       | Cachacos       | Desterrados    | Desterrados    | Desterrados    | Desterrados    | Desterrados    | Desterrados    | Desterrados    | Desterrados    | Desterrados    | Desterrados    | Desterrados    | Desterrados    |
| Etapa 4 |                |                |                |                |                |                |                |                |                |                |                |                |                |                |                |                |                |                |                |                |                |                |                |                |                |                |                |                |               |               |               |               |               |               |               |               |                |                |                |                |                |                |                |                |                |                |                |                |                |                |                |                |                |                |                |                |                |                |                |                |                |                |                |                |                |                |                |                |                |                |                |                |                |                |                |                |                |                |                |                |                |                |                |                |
| Semana  | Playa Oro      | Playa Oro      | Playa Oro      | Playa Oro      | Playa Oro      | Playa Oro      | Playa Oro      | Playa Oro      | Playa Oro      | Playa Oro      | Playa Oro      | Playa Oro      | Playa Oro      | Playa Oro      | Playa Oro      | Playa Oro      | Playa Oro      | Playa Oro      | Playa Oro      | Playa Oro      | Playa Oro      | Playa Oro      | Playa Oro      | Playa Oro      | Playa Oro      | Playa Oro      | Playa Oro      | Playa Oro      | Playa Plata   | Playa Plata   | Playa Plata   | Playa Plata   | Playa Plata   | Playa Plata   | Playa Plata   | Playa Plata   | Playa Plata    | Playa Plata    | Playa Plata    | Playa Plata    | Playa Plata    | Playa Plata    | Playa Plata    | Playa Plata    | Playa Plata    | Playa Plata    | Playa Plata    | Playa Plata    | Playa Plata    | Playa Plata    | Playa Plata    | Playa Plata    | Playa Plata    | Playa Plata    | Playa Plata    | Playa Plata    | Playa Bronce   | Playa Bronce   | Playa Bronce   | Playa Bronce   | Playa Bronce   | Playa Bronce   | Playa Bronce   | Playa Bronce   | Playa Bronce   | Playa Bronce   | Playa Bronce   | Playa Bronce   | Playa Bronce   | Playa Bronce   | Playa Bronce   | Playa Bronce   | Playa Bronce   | Playa Bronce   | Playa Bronce   | Playa Bronce   | Playa Bronce   | Playa Bronce   | Playa Bronce   | Playa Bronce   | Playa Bronce   | Playa Bronce   | Playa Bronce   | Playa Bronce   |
| Semana  | 1.er Lugar     | 1.er Lugar     | 1.er Lugar     | 1.er Lugar     | 1.er Lugar     | 1.er Lugar     | 1.er Lugar     | 1.er Lugar     | 1.er Lugar     | 1.er Lugar     | 1.er Lugar     | 1.er Lugar     | 1.er Lugar     | 1.er Lugar     | 1.er Lugar     | 1.er Lugar     | 1.er Lugar     | 1.er Lugar     | 1.er Lugar     | 1.er Lugar     | 1.er Lugar     | 1.er Lugar     | 1.er Lugar     | 1.er Lugar     | 1.er Lugar     | 1.er Lugar     | 1.er Lugar     | 1.er Lugar     | 2.do Lugar    | 2.do Lugar    | 2.do Lugar    | 2.do Lugar    | 2.do Lugar    | 2.do Lugar    | 2.do Lugar    | 2.do Lugar    | 2.do Lugar     | 2.do Lugar     | 2.do Lugar     | 2.do Lugar     | 2.do Lugar     | 2.do Lugar     | 2.do Lugar     | 2.do Lugar     | 2.do Lugar     | 2.do Lugar     | 2.do Lugar     | 2.do Lugar     | 2.do Lugar     | 2.do Lugar     | 2.do Lugar     | 2.do Lugar     | 2.do Lugar     | 2.do Lugar     | 2.do Lugar     | 2.do Lugar     | 3.er Lugar     | 3.er Lugar     | 3.er Lugar     | 3.er Lugar     | 3.er Lugar     | 3.er Lugar     | 3.er Lugar     | 3.er Lugar     | 3.er Lugar     | 3.er Lugar     | 3.er Lugar     | 3.er Lugar     | 3.er Lugar     | 3.er Lugar     | 4.to Lugar     | 4.to Lugar     | 4.to Lugar     | 4.to Lugar     | 4.to Lugar     | 4.to Lugar     | 4.to Lugar     | 4.to Lugar     | 4.to Lugar     | 4.to Lugar     | 4.to Lugar     | 4.to Lugar     | 4.to Lugar     | 4.to Lugar     |
| 10      | Cafeteros      | Cafeteros      | Cafeteros      | Cafeteros      | Cafeteros      | Cafeteros      | Cafeteros      | Cafeteros      | Cafeteros      | Cafeteros      | Cafeteros      | Cafeteros      | Cafeteros      | Cafeteros      | Cafeteros      | Cafeteros      | Cafeteros      | Cafeteros      | Cafeteros      | Cafeteros      | Cafeteros      | Cafeteros      | Cafeteros      | Cafeteros      | Cafeteros      | Cafeteros      | Cafeteros      | Cafeteros      | Vallecaucanos | Vallecaucanos | Vallecaucanos | Vallecaucanos | Vallecaucanos | Vallecaucanos | Vallecaucanos | Vallecaucanos | Vallecaucanos  | Vallecaucanos  | Vallecaucanos  | Vallecaucanos  | Vallecaucanos  | Vallecaucanos  | Vallecaucanos  | Vallecaucanos  | Vallecaucanos  | Vallecaucanos  | Vallecaucanos  | Vallecaucanos  | Vallecaucanos  | Vallecaucanos  | Vallecaucanos  | Vallecaucanos  | Vallecaucanos  | Vallecaucanos  | Vallecaucanos  | Vallecaucanos  | Cachacos       | Cachacos       | Cachacos       | Cachacos       | Cachacos       | Cachacos       | Cachacos       | Cachacos       | Cachacos       | Cachacos       | Cachacos       | Cachacos       | Cachacos       | Cachacos       | Santandereanos | Santandereanos | Santandereanos | Santandereanos | Santandereanos | Santandereanos | Santandereanos | Santandereanos | Santandereanos | Santandereanos | Santandereanos | Santandereanos | Santandereanos | Santandereanos |
| 11      | Vallecaucanos  | Vallecaucanos  | Vallecaucanos  | Vallecaucanos  | Vallecaucanos  | Vallecaucanos  | Vallecaucanos  | Vallecaucanos  | Vallecaucanos  | Vallecaucanos  | Vallecaucanos  | Vallecaucanos  | Vallecaucanos  | Vallecaucanos  | Vallecaucanos  | Vallecaucanos  | Vallecaucanos  | Vallecaucanos  | Vallecaucanos  | Vallecaucanos  | Vallecaucanos  | Vallecaucanos  | Vallecaucanos  | Vallecaucanos  | Vallecaucanos  | Vallecaucanos  | Vallecaucanos  | Vallecaucanos  | Cafeteros     | Cafeteros     | Cafeteros     | Cafeteros     | Cafeteros     | Cafeteros     | Cafeteros     | Cafeteros     | Cafeteros      | Cafeteros      | Cafeteros      | Cafeteros      | Cafeteros      | Cafeteros      | Cafeteros      | Cafeteros      | Cafeteros      | Cafeteros      | Cafeteros      | Cafeteros      | Cafeteros      | Cafeteros      | Cafeteros      | Cafeteros      | Cafeteros      | Cafeteros      | Cafeteros      | Cafeteros      | Cachacos       | Cachacos       | Cachacos       | Cachacos       | Cachacos       | Cachacos       | Cachacos       | Cachacos       | Cachacos       | Cachacos       | Cachacos       | Cachacos       | Cachacos       | Cachacos       | Santandereanos | Santandereanos | Santandereanos | Santandereanos | Santandereanos | Santandereanos | Santandereanos | Santandereanos | Santandereanos | Santandereanos | Santandereanos | Santandereanos | Santandereanos | Santandereanos |
| 12      | Santandereanos | Santandereanos | Santandereanos | Santandereanos | Santandereanos | Santandereanos | Santandereanos | Santandereanos | Santandereanos | Santandereanos | Santandereanos | Santandereanos | Santandereanos | Santandereanos | Santandereanos | Santandereanos | Santandereanos | Santandereanos | Santandereanos | Santandereanos | Santandereanos | Santandereanos | Santandereanos | Santandereanos | Santandereanos | Santandereanos | Santandereanos | Santandereanos | Cafeteros     | Cafeteros     | Cafeteros     | Cafeteros     | Cafeteros     | Cafeteros     | Cafeteros     | Cafeteros     | Cafeteros      | Cafeteros      | Cafeteros      | Cafeteros      | Cafeteros      | Cafeteros      | Cafeteros      | Cafeteros      | Cafeteros      | Cafeteros      | Cafeteros      | Cafeteros      | Cafeteros      | Cafeteros      | Cafeteros      | Cafeteros      | Cafeteros      | Cafeteros      | Cafeteros      | Cafeteros      | Vallecaucanos  | Vallecaucanos  | Vallecaucanos  | Vallecaucanos  | Vallecaucanos  | Vallecaucanos  | Vallecaucanos  | Vallecaucanos  | Vallecaucanos  | Vallecaucanos  | Vallecaucanos  | Vallecaucanos  | Vallecaucanos  | Vallecaucanos  | Cachacos       | Cachacos       | Cachacos       | Cachacos       | Cachacos       | Cachacos       | Cachacos       | Cachacos       | Cachacos       | Cachacos       | Cachacos       | Cachacos       | Cachacos       | Cachacos       |
| 13      | Cafeteros      | Cafeteros      | Cafeteros      | Cafeteros      | Cafeteros      | Cafeteros      | Cafeteros      | Cafeteros      | Cafeteros      | Cafeteros      | Cafeteros      | Cafeteros      | Cafeteros      | Cafeteros      | Cafeteros      | Cafeteros      | Cafeteros      | Cafeteros      | Cafeteros      | Cafeteros      | Cafeteros      | Cafeteros      | Cafeteros      | Cafeteros      | Cafeteros      | Cafeteros      | Cafeteros      | Cafeteros      | Vallecaucanos | Vallecaucanos | Vallecaucanos | Vallecaucanos | Vallecaucanos | Vallecaucanos | Vallecaucanos | Vallecaucanos | Vallecaucanos  | Vallecaucanos  | Vallecaucanos  | Vallecaucanos  | Vallecaucanos  | Vallecaucanos  | Vallecaucanos  | Vallecaucanos  | Vallecaucanos  | Vallecaucanos  | Vallecaucanos  | Vallecaucanos  | Vallecaucanos  | Vallecaucanos  | Vallecaucanos  | Vallecaucanos  | Vallecaucanos  | Vallecaucanos  | Vallecaucanos  | Vallecaucanos  | Santandereanos | Santandereanos | Santandereanos | Santandereanos | Santandereanos | Santandereanos | Santandereanos | Santandereanos | Santandereanos | Santandereanos | Santandereanos | Santandereanos | Santandereanos | Santandereanos | Cachacos       | Cachacos       | Cachacos       | Cachacos       | Cachacos       | Cachacos       | Cachacos       | Cachacos       | Cachacos       | Cachacos       | Cachacos       | Cachacos       | Cachacos       | Cachacos       |
| Etapa 5 |                |                |                |                |                |                |                |                |                |                |                |                |                |                |                |                |                |                |                |                |                |                |                |                |                |                |                |                |               |               |               |               |               |               |               |               |                |                |                |                |                |                |                |                |                |                |                |                |                |                |                |                |                |                |                |                |                |                |                |                |                |                |                |                |                |                |                |                |                |                |                |                |                |                |                |                |                |                |                |                |                |                |                |                |
| Semana  | Playa Oro      | Playa Oro      | Playa Oro      | Playa Oro      | Playa Oro      | Playa Oro      | Playa Oro      | Playa Oro      | Playa Oro      | Playa Oro      | Playa Oro      | Playa Oro      | Playa Oro      | Playa Oro      | Playa Oro      | Playa Oro      | Playa Oro      | Playa Oro      | Playa Oro      | Playa Oro      | Playa Oro      | Playa Oro      | Playa Oro      | Playa Oro      | Playa Oro      | Playa Oro      | Playa Oro      | Playa Oro      | Playa Plata   | Playa Plata   | Playa Plata   | Playa Plata   | Playa Plata   | Playa Plata   | Playa Plata   | Playa Plata   | Playa Plata    | Playa Plata    | Playa Plata    | Playa Plata    | Playa Plata    | Playa Plata    | Playa Plata    | Playa Plata    | Playa Plata    | Playa Plata    | Playa Plata    | Playa Plata    | Playa Plata    | Playa Plata    | Playa Plata    | Playa Plata    | Playa Plata    | Playa Plata    | Playa Plata    | Playa Plata    | Playa Bronce   | Playa Bronce   | Playa Bronce   | Playa Bronce   | Playa Bronce   | Playa Bronce   | Playa Bronce   | Playa Bronce   | Playa Bronce   | Playa Bronce   | Playa Bronce   | Playa Bronce   | Playa Bronce   | Playa Bronce   | Playa Bronce   | Playa Bronce   | Playa Bronce   | Playa Bronce   | Playa Bronce   | Playa Bronce   | Playa Bronce   | Playa Bronce   | Playa Bronce   | Playa Bronce   | Playa Bronce   | Playa Bronce   | Playa Bronce   | Playa Bronce   |
| Semana  | 1.er Lugar     | 1.er Lugar     | 1.er Lugar     | 1.er Lugar     | 1.er Lugar     | 1.er Lugar     | 1.er Lugar     | 1.er Lugar     | 1.er Lugar     | 1.er Lugar     | 1.er Lugar     | 1.er Lugar     | 1.er Lugar     | 1.er Lugar     | 1.er Lugar     | 1.er Lugar     | 1.er Lugar     | 1.er Lugar     | 1.er Lugar     | 1.er Lugar     | 1.er Lugar     | 1.er Lugar     | 1.er Lugar     | 1.er Lugar     | 1.er Lugar     | 1.er Lugar     | 1.er Lugar     | 1.er Lugar     | 2.do Lugar    | 2.do Lugar    | 2.do Lugar    | 2.do Lugar    | 2.do Lugar    | 2.do Lugar    | 2.do Lugar    | 2.do Lugar    | 2.do Lugar     | 2.do Lugar     | 2.do Lugar     | 2.do Lugar     | 2.do Lugar     | 2.do Lugar     | 2.do Lugar     | 2.do Lugar     | 2.do Lugar     | 2.do Lugar     | 2.do Lugar     | 2.do Lugar     | 2.do Lugar     | 2.do Lugar     | 2.do Lugar     | 2.do Lugar     | 2.do Lugar     | 2.do Lugar     | 2.do Lugar     | 2.do Lugar     | 3.er Lugar     | 3.er Lugar     | 3.er Lugar     | 3.er Lugar     | 3.er Lugar     | 3.er Lugar     | 3.er Lugar     | 3.er Lugar     | 3.er Lugar     | 3.er Lugar     | 3.er Lugar     | 3.er Lugar     | 3.er Lugar     | 3.er Lugar     | 3.er Lugar     | 3.er Lugar     | 3.er Lugar     | 3.er Lugar     | 3.er Lugar     | 3.er Lugar     | 3.er Lugar     | 3.er Lugar     | 3.er Lugar     | 3.er Lugar     | 3.er Lugar     | 3.er Lugar     | 3.er Lugar     | 3.er Lugar     |
| 14      | Cafeteros      | Cafeteros      | Cafeteros      | Cafeteros      | Cafeteros      | Cafeteros      | Cafeteros      | Cafeteros      | Cafeteros      | Cafeteros      | Cafeteros      | Cafeteros      | Cafeteros      | Cafeteros      | Cafeteros      | Cafeteros      | Cafeteros      | Cafeteros      | Cafeteros      | Cafeteros      | Cafeteros      | Cafeteros      | Cafeteros      | Cafeteros      | Cafeteros      | Cafeteros      | Cafeteros      | Cafeteros      | Cachacos      | Cachacos      | Cachacos      | Cachacos      | Cachacos      | Cachacos      | Cachacos      | Cachacos      | Cachacos       | Cachacos       | Cachacos       | Cachacos       | Cachacos       | Cachacos       | Cachacos       | Cachacos       | Cachacos       | Cachacos       | Cachacos       | Cachacos       | Cachacos       | Cachacos       | Cachacos       | Cachacos       | Cachacos       | Cachacos       | Cachacos       | Cachacos       | Vallecaucanos  | Vallecaucanos  | Vallecaucanos  | Vallecaucanos  | Vallecaucanos  | Vallecaucanos  | Vallecaucanos  | Vallecaucanos  | Vallecaucanos  | Vallecaucanos  | Vallecaucanos  | Vallecaucanos  | Vallecaucanos  | Vallecaucanos  | Vallecaucanos  | Vallecaucanos  | Vallecaucanos  | Vallecaucanos  | Vallecaucanos  | Vallecaucanos  | Vallecaucanos  | Vallecaucanos  | Vallecaucanos  | Vallecaucanos  | Vallecaucanos  | Vallecaucanos  | Vallecaucanos  | Vallecaucanos  |
| 15      | Cachacos       | Cachacos       | Cachacos       | Cachacos       | Cachacos       | Cachacos       | Cachacos       | Cachacos       | Cachacos       | Cachacos       | Cachacos       | Cachacos       | Cachacos       | Cachacos       | Cachacos       | Cachacos       | Cachacos       | Cachacos       | Cachacos       | Cachacos       | Cachacos       | Cachacos       | Cachacos       | Cachacos       | Cachacos       | Cachacos       | Cachacos       | Cachacos       | Cafeteros     | Cafeteros     | Cafeteros     | Cafeteros     | Cafeteros     | Cafeteros     | Cafeteros     | Cafeteros     | Cafeteros      | Cafeteros      | Cafeteros      | Cafeteros      | Cafeteros      | Cafeteros      | Cafeteros      | Cafeteros      | Cafeteros      | Cafeteros      | Cafeteros      | Cafeteros      | Cafeteros      | Cafeteros      | Cafeteros      | Cafeteros      | Cafeteros      | Cafeteros      | Cafeteros      | Cafeteros      | Vallecaucanos  | Vallecaucanos  | Vallecaucanos  | Vallecaucanos  | Vallecaucanos  | Vallecaucanos  | Vallecaucanos  | Vallecaucanos  | Vallecaucanos  | Vallecaucanos  | Vallecaucanos  | Vallecaucanos  | Vallecaucanos  | Vallecaucanos  | Vallecaucanos  | Vallecaucanos  | Vallecaucanos  | Vallecaucanos  | Vallecaucanos  | Vallecaucanos  | Vallecaucanos  | Vallecaucanos  | Vallecaucanos  | Vallecaucanos  | Vallecaucanos  | Vallecaucanos  | Vallecaucanos  | Vallecaucanos  |
| 16      | Cafeteros      | Cafeteros      | Cafeteros      | Cafeteros      | Cafeteros      | Cafeteros      | Cafeteros      | Cafeteros      | Cafeteros      | Cafeteros      | Cafeteros      | Cafeteros      | Cafeteros      | Cafeteros      | Cafeteros      | Cafeteros      | Cafeteros      | Cafeteros      | Cafeteros      | Cafeteros      | Cafeteros      | Cafeteros      | Cafeteros      | Cafeteros      | Cafeteros      | Cafeteros      | Cafeteros      | Cafeteros      | Vallecaucanos | Vallecaucanos | Vallecaucanos | Vallecaucanos | Vallecaucanos | Vallecaucanos | Vallecaucanos | Vallecaucanos | Vallecaucanos  | Vallecaucanos  | Vallecaucanos  | Vallecaucanos  | Vallecaucanos  | Vallecaucanos  | Vallecaucanos  | Vallecaucanos  | Vallecaucanos  | Vallecaucanos  | Vallecaucanos  | Vallecaucanos  | Vallecaucanos  | Vallecaucanos  | Vallecaucanos  | Vallecaucanos  | Vallecaucanos  | Vallecaucanos  | Vallecaucanos  | Vallecaucanos  | Cachacos       | Cachacos       | Cachacos       | Cachacos       | Cachacos       | Cachacos       | Cachacos       | Cachacos       | Cachacos       | Cachacos       | Cachacos       | Cachacos       | Cachacos       | Cachacos       | Cachacos       | Cachacos       | Cachacos       | Cachacos       | Cachacos       | Cachacos       | Cachacos       | Cachacos       | Cachacos       | Cachacos       | Cachacos       | Cachacos       | Cachacos       | Cachacos       |
| 17      | Vallecaucanos  | Vallecaucanos  | Vallecaucanos  | Vallecaucanos  | Vallecaucanos  | Vallecaucanos  | Vallecaucanos  | Vallecaucanos  | Vallecaucanos  | Vallecaucanos  | Vallecaucanos  | Vallecaucanos  | Vallecaucanos  | Vallecaucanos  | Vallecaucanos  | Vallecaucanos  | Vallecaucanos  | Vallecaucanos  | Vallecaucanos  | Vallecaucanos  | Vallecaucanos  | Vallecaucanos  | Vallecaucanos  | Vallecaucanos  | Vallecaucanos  | Vallecaucanos  | Vallecaucanos  | Vallecaucanos  | Cafeteros     | Cafeteros     | Cafeteros     | Cafeteros     | Cafeteros     | Cafeteros     | Cafeteros     | Cafeteros     | Cafeteros      | Cafeteros      | Cafeteros      | Cafeteros      | Cafeteros      | Cafeteros      | Cafeteros      | Cafeteros      | Cafeteros      | Cafeteros      | Cafeteros      | Cafeteros      | Cafeteros      | Cafeteros      | Cafeteros      | Cafeteros      | Cafeteros      | Cafeteros      | Cafeteros      | Cafeteros      | Cachacos       | Cachacos       | Cachacos       | Cachacos       | Cachacos       | Cachacos       | Cachacos       | Cachacos       | Cachacos       | Cachacos       | Cachacos       | Cachacos       | Cachacos       | Cachacos       | Cachacos       | Cachacos       | Cachacos       | Cachacos       | Cachacos       | Cachacos       | Cachacos       | Cachacos       | Cachacos       | Cachacos       | Cachacos       | Cachacos       | Cachacos       | Cachacos       |
| Etapa 6 |                |                |                |                |                |                |                |                |                |                |                |                |                |                |                |                |                |                |                |                |                |                |                |                |                |                |                |                |               |               |               |               |               |               |               |               |                |                |                |                |                |                |                |                |                |                |                |                |                |                |                |                |                |                |                |                |                |                |                |                |                |                |                |                |                |                |                |                |                |                |                |                |                |                |                |                |                |                |                |                |                |                |                |                |
| Semana  | Playa Oro      | Playa Oro      | Playa Oro      | Playa Oro      | Playa Oro      | Playa Oro      | Playa Oro      | Playa Oro      | Playa Oro      | Playa Oro      | Playa Oro      | Playa Oro      | Playa Oro      | Playa Oro      | Playa Oro      | Playa Oro      | Playa Oro      | Playa Oro      | Playa Oro      | Playa Oro      | Playa Oro      | Playa Oro      | Playa Oro      | Playa Oro      | Playa Oro      | Playa Oro      | Playa Oro      | Playa Oro      | Playa Oro     | Playa Oro     | Playa Oro     | Playa Oro     | Playa Oro     | Playa Oro     | Playa Oro     | Playa Oro     | Playa Oro      | Playa Oro      | Playa Oro      | Playa Oro      | Playa Oro      | Playa Oro      | Playa Bronce   | Playa Bronce   | Playa Bronce   | Playa Bronce   | Playa Bronce   | Playa Bronce   | Playa Bronce   | Playa Bronce   | Playa Bronce   | Playa Bronce   | Playa Bronce   | Playa Bronce   | Playa Bronce   | Playa Bronce   | Playa Bronce   | Playa Bronce   | Playa Bronce   | Playa Bronce   | Playa Bronce   | Playa Bronce   | Playa Bronce   | Playa Bronce   | Playa Bronce   | Playa Bronce   | Playa Bronce   | Playa Bronce   | Playa Bronce   | Playa Bronce   | Playa Bronce   | Playa Bronce   | Playa Bronce   | Playa Bronce   | Playa Bronce   | Playa Bronce   | Playa Bronce   | Playa Bronce   | Playa Bronce   | Playa Bronce   | Playa Bronce   | Playa Bronce   | Playa Bronce   | Playa Bronce   |
| Semana  | 1.er Lugar     | 1.er Lugar     | 1.er Lugar     | 1.er Lugar     | 1.er Lugar     | 1.er Lugar     | 1.er Lugar     | 1.er Lugar     | 1.er Lugar     | 1.er Lugar     | 1.er Lugar     | 1.er Lugar     | 1.er Lugar     | 1.er Lugar     | 1.er Lugar     | 1.er Lugar     | 1.er Lugar     | 1.er Lugar     | 1.er Lugar     | 1.er Lugar     | 1.er Lugar     | 1.er Lugar     | 1.er Lugar     | 1.er Lugar     | 1.er Lugar     | 1.er Lugar     | 1.er Lugar     | 1.er Lugar     | 1.er Lugar    | 1.er Lugar    | 1.er Lugar    | 1.er Lugar    | 1.er Lugar    | 1.er Lugar    | 1.er Lugar    | 1.er Lugar    | 1.er Lugar     | 1.er Lugar     | 1.er Lugar     | 1.er Lugar     | 1.er Lugar     | 1.er Lugar     | 2.do Lugar     | 2.do Lugar     | 2.do Lugar     | 2.do Lugar     | 2.do Lugar     | 2.do Lugar     | 2.do Lugar     | 2.do Lugar     | 2.do Lugar     | 2.do Lugar     | 2.do Lugar     | 2.do Lugar     | 2.do Lugar     | 2.do Lugar     | 2.do Lugar     | 2.do Lugar     | 2.do Lugar     | 2.do Lugar     | 2.do Lugar     | 2.do Lugar     | 2.do Lugar     | 2.do Lugar     | 2.do Lugar     | 2.do Lugar     | 2.do Lugar     | 2.do Lugar     | 2.do Lugar     | 2.do Lugar     | 2.do Lugar     | 2.do Lugar     | 2.do Lugar     | 2.do Lugar     | 2.do Lugar     | 2.do Lugar     | 2.do Lugar     | 2.do Lugar     | 2.do Lugar     | 2.do Lugar     | 2.do Lugar     | 2.do Lugar     | 2.do Lugar     | 2.do Lugar     |
| 18      | Cafeteros      | Cafeteros      | Cafeteros      | Cafeteros      | Cafeteros      | Cafeteros      | Cafeteros      | Cafeteros      | Cafeteros      | Cafeteros      | Cafeteros      | Cafeteros      | Cafeteros      | Cafeteros      | Cafeteros      | Cafeteros      | Cafeteros      | Cafeteros      | Cafeteros      | Cafeteros      | Cafeteros      | Cafeteros      | Cafeteros      | Cafeteros      | Cafeteros      | Cafeteros      | Cafeteros      | Cafeteros      | Cafeteros     | Cafeteros     | Cafeteros     | Cafeteros     | Cafeteros     | Cafeteros     | Cafeteros     | Cafeteros     | Cafeteros      | Cafeteros      | Cafeteros      | Cafeteros      | Cafeteros      | Cafeteros      | Vallecaucanos  | Vallecaucanos  | Vallecaucanos  | Vallecaucanos  | Vallecaucanos  | Vallecaucanos  | Vallecaucanos  | Vallecaucanos  | Vallecaucanos  | Vallecaucanos  | Vallecaucanos  | Vallecaucanos  | Vallecaucanos  | Vallecaucanos  | Vallecaucanos  | Vallecaucanos  | Vallecaucanos  | Vallecaucanos  | Vallecaucanos  | Vallecaucanos  | Vallecaucanos  | Vallecaucanos  | Vallecaucanos  | Vallecaucanos  | Vallecaucanos  | Vallecaucanos  | Vallecaucanos  | Vallecaucanos  | Vallecaucanos  | Vallecaucanos  | Vallecaucanos  | Vallecaucanos  | Vallecaucanos  | Vallecaucanos  | Vallecaucanos  | Vallecaucanos  | Vallecaucanos  | Vallecaucanos  | Vallecaucanos  | Vallecaucanos  | Vallecaucanos  | Vallecaucanos  |
| 19      | Cafeteros      | Cafeteros      | Cafeteros      | Cafeteros      | Cafeteros      | Cafeteros      | Cafeteros      | Cafeteros      | Cafeteros      | Cafeteros      | Cafeteros      | Cafeteros      | Cafeteros      | Cafeteros      | Cafeteros      | Cafeteros      | Cafeteros      | Cafeteros      | Cafeteros      | Cafeteros      | Cafeteros      | Cafeteros      | Cafeteros      | Cafeteros      | Cafeteros      | Cafeteros      | Cafeteros      | Cafeteros      | Cafeteros     | Cafeteros     | Cafeteros     | Cafeteros     | Cafeteros     | Cafeteros     | Cafeteros     | Cafeteros     | Cafeteros      | Cafeteros      | Cafeteros      | Cafeteros      | Cafeteros      | Cafeteros      | Vallecaucanos  | Vallecaucanos  | Vallecaucanos  | Vallecaucanos  | Vallecaucanos  | Vallecaucanos  | Vallecaucanos  | Vallecaucanos  | Vallecaucanos  | Vallecaucanos  | Vallecaucanos  | Vallecaucanos  | Vallecaucanos  | Vallecaucanos  | Vallecaucanos  | Vallecaucanos  | Vallecaucanos  | Vallecaucanos  | Vallecaucanos  | Vallecaucanos  | Vallecaucanos  | Vallecaucanos  | Vallecaucanos  | Vallecaucanos  | Vallecaucanos  | Vallecaucanos  | Vallecaucanos  | Vallecaucanos  | Vallecaucanos  | Vallecaucanos  | Vallecaucanos  | Vallecaucanos  | Vallecaucanos  | Vallecaucanos  | Vallecaucanos  | Vallecaucanos  | Vallecaucanos  | Vallecaucanos  | Vallecaucanos  | Vallecaucanos  | Vallecaucanos  | Vallecaucanos  |
| 20      |                |                |                |                |                |                |                |                |                |                |                |                |                |                |                |                |                |                |                |                |                |                |                |                |                |                |                |                |               |               |               |               |               |               |               |               |                |                |                |                |                |                | Vallecaucanos  | Vallecaucanos  | Vallecaucanos  | Vallecaucanos  | Vallecaucanos  | Vallecaucanos  | Vallecaucanos  | Vallecaucanos  | Vallecaucanos  | Vallecaucanos  | Vallecaucanos  | Vallecaucanos  | Vallecaucanos  | Vallecaucanos  | Vallecaucanos  | Vallecaucanos  | Vallecaucanos  | Vallecaucanos  | Vallecaucanos  | Vallecaucanos  | Vallecaucanos  | Cafeteros      | Cafeteros      | Cafeteros      | Cafeteros      | Cafeteros      | Cafeteros      | Cafeteros      | Cafeteros      | Cafeteros      | Cafeteros      | Cafeteros      | Cafeteros      | Cafeteros      | Cafeteros      | Cafeteros      | Cafeteros      | Cafeteros      | Cafeteros      | Cafeteros      | Cafeteros      | Cafeteros      |

Notas
1. ↑  Los Vallecaucanos fueron descalificados por haber roto las reglas.
2. ↑  Los Santandereanos fueron descalificados por haber roto las reglas.
3. 1 2  Al no terminar la prueba, tanto los Vallecaucanos como los Cafeteros perdieron el desafío Territorial y por ende fueron a Playa Bronce, sin tarjetas.

#### Tienda
Desde la etapa 1 hasta la 5, de acuerdo del orden de la prueba del territorio (excluyendo los últimos en culminar la dicha prueba, los de playa bronce y los desterrados, los cuales no reciben nada), los participantes obtienen tarjetas las cuales acumulan dinero para que sea gastado en comida, accesorios para los territorios y suplementos proteínicos en una tienda ubicada en las afueras de las playas, administrada por Marcela Barajas y Tata Gnecco.

### Desafío Millonario
A partir de la Etapa 7, todos los participantes se enfrentarán en una prueba individual donde el ganador ganará un monto de dinero y el perdedor irá a Playa Bronce. En la semana 23, seis participantes de la temporada pasada (Tin, Cheli, Ángel, Karoline, Ninja y María Clara) regresan para formar duplas con los participantes de esta temporada, en el cual, los tres primeros en superar la prueba ganarán montos de dinero y el perdedor irá a Playa Bronce.
| Etapa 7 | Etapa 7                             | Etapa 7                                 |
| Semana  | Ganador                             | Perdedor                                |
| ------- | ----------------------------------- | --------------------------------------- |
| 22      | Óscar López                         | Mateo Carvajal                          |
| 23      | Héctor Murillo Augusto "Tin" Castro | Luis Giraldo "Lucho" Karoline Rodríguez |
| 24      | Jhon Jairo Mosquera "Gago"          | Camila López                            |
| 25      | Mateo Carvajal                      | Héctor Murillo                          |

### Desafío de Capitanes
Al final de cada etapa cada equipo debería elegir un capitán que debía representar a su región en el desafío de capitanes. El capitán ganador se encargó de distribuir a los integrantes del equipo que llegó de último.
| Etapa 2 | Etapa 2              | Etapa 2          | Etapa 2                 | Etapa 2                 | Etapa 2                 | Etapa 2                     | Etapa 2                     | Etapa 2                     | Etapa 2                | Etapa 2                | Etapa 2                | Etapa 2                      | Etapa 2                      | Etapa 2                      | Etapa 2                   | Etapa 2                   | Etapa 2                   | Etapa 2                      | Etapa 2                      | Etapa 2                      |
| Semana  | Capitán Ganador      | Región Eliminada | Representante Cafeteros | Representante Cafeteros | Representante Cafeteros | Representante Vallecaucanos | Representante Vallecaucanos | Representante Vallecaucanos | Representante Cachacos | Representante Cachacos | Representante Cachacos | Representante Santandereanos | Representante Santandereanos | Representante Santandereanos | Representante Antioqueños | Representante Antioqueños | Representante Antioqueños | Representante Costeños       | Representante Costeños       | Representante Costeños       |
| ------- | -------------------- | ---------------- | ----------------------- | ----------------------- | ----------------------- | --------------------------- | --------------------------- | --------------------------- | ---------------------- | ---------------------- | ---------------------- | ---------------------------- | ---------------------------- | ---------------------------- | ------------------------- | ------------------------- | ------------------------- | ---------------------------- | ---------------------------- | ---------------------------- |
| 4       | Frank Sáenz          | Costeños         | Luis Giraldo "Lucho"    | Luis Giraldo "Lucho"    | Luis Giraldo "Lucho"    | Jhon Mosquera "Gago"        | Jhon Mosquera "Gago"        | Jhon Mosquera "Gago"        | Daniel Méndez          | Daniel Méndez          | Daniel Méndez          | Frank Sáenz                  | Frank Sáenz                  | Frank Sáenz                  | Mateo Carvajal            | Mateo Carvajal            | Mateo Carvajal            | Alejandro Abohomor "Pitbull" | Alejandro Abohomor "Pitbull" | Alejandro Abohomor "Pitbull" |
| Etapa 3 |                      |                  |                         |                         |                         |                             |                             |                             |                        |                        |                        |                              |                              |                              |                           |                           |                           |                              |                              |                              |
| Semana  | Capitán Ganador      | Región Eliminada | Representante Cafeteros | Representante Cafeteros | Representante Cafeteros | Representante Vallecaucanos | Representante Vallecaucanos | Representante Vallecaucanos | Representante Cachacos | Representante Cachacos | Representante Cachacos | Representante Santandereanos | Representante Santandereanos | Representante Santandereanos | Representante Antioqueños | Representante Antioqueños | Representante Antioqueños |                              |                              |                              |
| 7       | Camila López         | Antioqueños      | Camila López            | Camila López            | Camila López            | Alejandra Cañizares         | Alejandra Cañizares         | Alejandra Cañizares         | Leidy Martínez         | Leidy Martínez         | Leidy Martínez         | Andrea Fernández             | Andrea Fernández             | Andrea Fernández             | Valentina Ortiz           | Valentina Ortiz           | Valentina Ortiz           |                              |                              |                              |
| Etapa 4 |                      |                  |                         |                         |                         |                             |                             |                             |                        |                        |                        |                              |                              |                              |                           |                           |                           |                              |                              |                              |
| Semana  | Capitán Ganador      | Región Eliminada | Representante Cafeteros | Representante Cafeteros | Representante Cafeteros | Representante Vallecaucanos | Representante Vallecaucanos | Representante Vallecaucanos | Representante Cachacos | Representante Cachacos | Representante Cachacos | Representante Santandereanos | Representante Santandereanos | Representante Santandereanos |                           |                           |                           |                              |                              |                              |
| 14      | Héctor Murillo       | Santandereanos   | Héctor Murillo          | Héctor Murillo          | Héctor Murillo          | Natali Gómez                | Natali Gómez                | Natali Gómez                | Jhonnatan Bulla        | Jhonnatan Bulla        | Jhonnatan Bulla        | Óscar López                  | Óscar López                  | Óscar López                  |                           |                           |                           |                              |                              |                              |
| Etapa 5 |                      |                  |                         |                         |                         |                             |                             |                             |                        |                        |                        |                              |                              |                              |                           |                           |                           |                              |                              |                              |
| Semana  | Capitán Ganador      | Región Eliminada | Representante Cafeteros | Representante Cafeteros | Representante Cafeteros | Representante Vallecaucanos | Representante Vallecaucanos | Representante Vallecaucanos | Representante Cachacos | Representante Cachacos | Representante Cachacos |                              |                              |                              |                           |                           |                           |                              |                              |                              |
| 18      | Luis Giraldo "Lucho" | Cachacos         | Luis Giraldo "Lucho"    | Luis Giraldo "Lucho"    | Luis Giraldo "Lucho"    | Jhon Mosquera "Gago"        | Jhon Mosquera "Gago"        | Jhon Mosquera "Gago"        | Daniel Méndez          | Daniel Méndez          | Daniel Méndez          |                              |                              |                              |                           |                           |                           |                              |                              |                              |

### Desafío Osmín

#### Capitanes Osmín
Al final de la Etapa 3, el equipo de los Desterrados desaparece, por lo cual Osmín, su entrenador, decide llevar a cabo y competir en un desafío para el cual elige a sus contrincantes. El ganador de este desafío puede ubicar a sus integrantes, Tatiana Ussa y Dúmar Roa, en el equipo que desee, además de obtener 50 millones de pesos colombianos. Al comienzo de la Etapa 7, Osmín reta a uno de los participantes en un desafió territorial, obteniendo playa oro si gana o playa "infierno" si pierde por el resto de la competencia.
| Etapa 4 | Etapa 4                    | Etapa 4                | Etapa 4                | Etapa 4                | Etapa 4                 | Etapa 4                 | Etapa 4                 | Etapa 4                      | Etapa 4                      | Etapa 4                      | Etapa 4                     | Etapa 4                     | Etapa 4                     | Etapa 4                   | Etapa 4                   | Etapa 4                   |
| Semana  | Capitán Ganador            | Representante Cachacos | Representante Cachacos | Representante Cachacos | Representante Cafeteros | Representante Cafeteros | Representante Cafeteros | Representante Santandereanos | Representante Santandereanos | Representante Santandereanos | Representante Vallecaucanos | Representante Vallecaucanos | Representante Vallecaucanos | Representante Desterrados | Representante Desterrados | Representante Desterrados |
| ------- | -------------------------- | ---------------------- | ---------------------- | ---------------------- | ----------------------- | ----------------------- | ----------------------- | ---------------------------- | ---------------------------- | ---------------------------- | --------------------------- | --------------------------- | --------------------------- | ------------------------- | ------------------------- | ------------------------- |
| 10      | Jhon Jairo Mosquera "Gago" | Daniel Méndez          | Daniel Méndez          | Daniel Méndez          | Mateo Carvajal          | Mateo Carvajal          | Mateo Carvajal          | Alejandro Abohomor "Pitbull" | Alejandro Abohomor "Pitbull" | Alejandro Abohomor "Pitbull" | Jhon Jairo Mosquera "Gago"  | Jhon Jairo Mosquera "Gago"  | Jhon Jairo Mosquera "Gago"  | Osmín Hernández           | Osmín Hernández           | Osmín Hernández           |

#### Territorial Osmín
Al inicio de la Etapa 7, Osmín decide reaparecer de nuevo para convocar a uno de los participantes de la fusión de “la playa oro” (en este caso Luis Giraldo), para que éste compita con él, en una prueba en la cual sí gana el participante siguen en estadía en playa oro, pero si gana Osmín, él decide que todos los participantes de «la etapa fusión» tengan la estadía en playa infierno, siendo sus súbditos bajo sus condiciones.
| 21 | Luis Giraldo "Lucho" | Luis Giraldo "Lucho" | Osmín Hernández |

### Desafío de Salvación
| Etapa 1 | Etapa 1                    | Etapa 1                    | Etapa 1                    | Etapa 1                    | Etapa 1              | Etapa 1              | Etapa 1              | Etapa 1                     | Etapa 1                     | Etapa 1                     |
| Semana  | Ganadores                  | Ganadores                  | Ganadores                  | Ganadores                  | Perdedores           | Perdedores           | Perdedores           | Perdedores                  | Perdedores                  | Perdedores                  |
| ------- | -------------------------- | -------------------------- | -------------------------- | -------------------------- | -------------------- | -------------------- | -------------------- | --------------------------- | --------------------------- | --------------------------- |
| 1       | Desterrados                | Vallecaucanos              | Vallecaucanos              | Cafeteros                  | Cachacos             | Costeños             | Costeños             | Antioqueños                 | Antioqueños                 | Santandereanos              |
| 2       | Vallecaucanos              | Antioqueños                | Antioqueños                | Cachacos                   | Desterrados          | Cafeteros            | Cafeteros            | Costeños                    | Costeños                    | Santandereanos              |
| 3       | Cafeteros                  | Vallecaucanos              | Vallecaucanos              | Costeños                   | Santandereanos       | Antioqueños          | Antioqueños          | Desterrados                 | Desterrados                 | Cachacos                    |
| Etapa 2 |                            |                            |                            |                            |                      |                      |                      |                             |                             |                             |
| Semana  | Ganadores                  | Ganadores                  | Ganadores                  | Ganadores                  | Perdedores           | Perdedores           | Perdedores           | Perdedores                  | Perdedores                  | Perdedores                  |
| 4       | Desterrados                | Vallecaucanos              | Vallecaucanos              | Santandereanos             | Cachacos             | Cachacos             | Cafeteros            | Cafeteros                   | Antioqueños                 | Antioqueños                 |
| 5       | Desterrados                | Antioqueños                | Antioqueños                | Cafeteros                  | Vallecaucanos        | Vallecaucanos        | Cachacos             | Cachacos                    | Santandereanos              | Santandereanos              |
| 6       | Desterrados                | Santandereanos             | Santandereanos             | Cafeteros                  | Antioqueños          | Antioqueños          | Cachacos             | Cachacos                    | Vallecaucanos               | Vallecaucanos               |
| Etapa 3 |                            |                            |                            |                            |                      |                      |                      |                             |                             |                             |
| Semana  | Ganadores                  | Ganadores                  | Ganadores                  | Ganadores                  | Perdedores           | Perdedores           | Perdedores           | Perdedores                  | Perdedores                  | Perdedores                  |
| 7       | Cafeteros                  | Cafeteros                  | Cachacos                   | Cachacos                   | Vallecaucanos        | Vallecaucanos        | Desterrados          | Desterrados                 | Santandereanos              | Santandereanos              |
| 8       | Vallecaucanos              | Vallecaucanos              | Cafeteros                  | Cafeteros                  | Santandereanos       | Santandereanos       | Cachacos             | Cachacos                    | Desterrados                 | Desterrados                 |
| 9       | Vallecaucanos              | Vallecaucanos              | Cachacos                   | Cachacos                   | Cafeteros            | Cafeteros            | Santandereanos       | Santandereanos              | Desterrados                 | Desterrados                 |
| Etapa 4 |                            |                            |                            |                            |                      |                      |                      |                             |                             |                             |
| Semana  | Ganadores                  | Ganadores                  | Ganadores                  | Ganadores                  | Perdedores           | Perdedores           | Perdedores           | Perdedores                  | Perdedores                  | Perdedores                  |
| 10      | Santandereanos             | Santandereanos             | Cafeteros                  | Cafeteros                  | Vallecaucanos        | Vallecaucanos        | Vallecaucanos        | Cachacos                    | Cachacos                    | Cachacos                    |
| 11      | Cafeteros                  | Cafeteros                  | Cachacos                   | Cachacos                   | Vallecaucanos        | Vallecaucanos        | Vallecaucanos        | Santandereanos              | Santandereanos              | Santandereanos              |
| 12      | Cafeteros                  | Cafeteros                  | Cachacos                   | Cachacos                   | Santandereanos       | Santandereanos       | Santandereanos       | Vallecaucanos               | Vallecaucanos               | Vallecaucanos               |
| 13      | Santandereanos             | Santandereanos             | Vallecaucanos              | Vallecaucanos              | Cafeteros            | Cafeteros            | Cafeteros            | Cachacos                    | Cachacos                    | Cachacos                    |
| Etapa 5 |                            |                            |                            |                            |                      |                      |                      |                             |                             |                             |
| Semana  | Ganador                    | Ganador                    | Ganador                    | Ganador                    | Perdedores           | Perdedores           | Perdedores           | Perdedores                  | Perdedores                  | Perdedores                  |
| 14      | Cafeteros                  | Cafeteros                  | Cafeteros                  | Cafeteros                  | Cachacos             | Cachacos             | Cachacos             | Vallecaucanos               | Vallecaucanos               | Vallecaucanos               |
| 15      | Cafeteros                  | Cafeteros                  | Cafeteros                  | Cafeteros                  | Vallecaucanos        | Vallecaucanos        | Vallecaucanos        | Cachacos                    | Cachacos                    | Cachacos                    |
| 16      | Cafeteros                  | Cafeteros                  | Cafeteros                  | Cafeteros                  | Vallecaucanos        | Vallecaucanos        | Vallecaucanos        | Cachacos                    | Cachacos                    | Cachacos                    |
| 17      | Cafeteros                  | Cafeteros                  | Cafeteros                  | Cafeteros                  | Vallecaucanos        | Vallecaucanos        | Vallecaucanos        | Cachacos                    | Cachacos                    | Cachacos                    |
| Etapa 6 |                            |                            |                            |                            |                      |                      |                      |                             |                             |                             |
| Semana  | Ganador                    | Ganador                    | Ganador                    | Ganador                    | Perdedor             | Perdedor             | Perdedor             | Perdedor                    | Perdedor                    | Perdedor                    |
| 18      | Cafeteros                  | Cafeteros                  | Cafeteros                  | Cafeteros                  | Vallecaucanos        | Vallecaucanos        | Vallecaucanos        | Vallecaucanos               | Vallecaucanos               | Vallecaucanos               |
| 19      | Cafeteros                  | Cafeteros                  | Cafeteros                  | Cafeteros                  | Vallecaucanos        | Vallecaucanos        | Vallecaucanos        | Vallecaucanos               | Vallecaucanos               | Vallecaucanos               |
| 20      | Cafeteros                  | Cafeteros                  | Cafeteros                  | Cafeteros                  | Vallecaucanos        | Vallecaucanos        | Vallecaucanos        | Vallecaucanos               | Vallecaucanos               | Vallecaucanos               |
| Fusión  |                            |                            |                            |                            |                      |                      |                      |                             |                             |                             |
| Semana  | Ganador                    | Ganador                    | Ganador                    | Ganador                    | Sentenciados         | Sentenciados         | Sentenciados         | Participante con el Chaleco | Participante con el Chaleco | Participante con el Chaleco |
| 21      | Héctor Murillo             | Héctor Murillo             | Héctor Murillo             | Héctor Murillo             | Natali Gómez         | Natali Gómez         | Natali Gómez         |                             |                             |                             |
| 22      | Óscar López                | Óscar López                | Óscar López                | Óscar López                | Mateo Carvajal       | Mateo Carvajal       | Mateo Carvajal       | Luis Giraldo "Lucho"        | Luis Giraldo "Lucho"        | Luis Giraldo "Lucho"        |
| 23      | Jhon Jairo Mosquera "Gago" | Jhon Jairo Mosquera "Gago" | Jhon Jairo Mosquera "Gago" | Jhon Jairo Mosquera "Gago" | Luis Giraldo "Lucho" | Luis Giraldo "Lucho" | Luis Giraldo "Lucho" | Jhon Jairo Mosquera "Gago"  | Jhon Jairo Mosquera "Gago"  | Jhon Jairo Mosquera "Gago"  |
| 24      | Mateo Carvajal             | Mateo Carvajal             | Mateo Carvajal             | Mateo Carvajal             | Óscar López          | Óscar López          | Óscar López          | Mateo Carvajal              | Mateo Carvajal              | Mateo Carvajal              |
| 25      | Jhon Jairo Mosquera "Gago" | Jhon Jairo Mosquera "Gago" | Mateo Carvajal             | Mateo Carvajal             | Óscar López          | Héctor Murillo       | Héctor Murillo       | Héctor Murillo              | Héctor Murillo              | Héctor Murillo              |

#### Mensaje de casa
Desde la cuarta etapa hasta la sexta etapa, a uno de los participantes de los equipos ganadores del desafío de salvación se les da el privilegio de poder recibir un mensaje desde casa. El mismo equipo debe escoger al participante que recibirá este beneficio.
A partir de la séptima etapa, éste beneficio lo obtiene el ganador de la prueba de salvación.
| Etapa 4 | Etapa 4                    | Etapa 4                    | Etapa 4         |
| Semana  | Participantes              | Participantes              | Tipo de Mensaje |
| ------- | -------------------------- | -------------------------- | --------------- |
| 10      | Camila López               | Andrea Fernández           | Carta           |
| 11      | Héctor Murillo             | Camila Celemin             | Carta           |
| 12      | Mateo Carvajal             | Jhonnatan Bulla "Tatán"    | Carta           |
| 13      | Óscar López                | Natali Gómez               | Carta           |
| Etapa 5 |                            |                            |                 |
| 14      | Luis Giraldo "Lucho"       | Luis Giraldo "Lucho"       | Carta           |
| 15      | Camila López               | Camila López               | Video           |
| 16      | Óscar López                | Óscar López                | Video           |
| 17      | Héctor Murillo             | Héctor Murillo             | Video           |
| Etapa 6 |                            |                            |                 |
| 18      | Daniel Méndez              | Daniel Méndez              | Video           |
| 19      | Mateo Carvajal             | Mateo Carvajal             | Video           |
| 20      | Luis Giraldo "Lucho"       | Luis Giraldo "Lucho"       | Video           |
| Etapa 7 |                            |                            |                 |
| 21      | Héctor Murillo             | Héctor Murillo             | Llamada         |
| 22      | Óscar López                | Óscar López                | Llamada         |
| 23      | Jhon Jairo Mosquera "Gago" | Jhon Jairo Mosquera "Gago" | Llamada         |
| 24      | Mateo Carvajal             | Mateo Carvajal             | Llamada         |

## Eliminación

### Juicio
A partir de la Etapa 6 el equipo o participantes perdedores del desafío de salvación, mediante un juicio, determinan quien de sus compañeros será el sentenciado al desafío a muerte.
|                      |                      |                      |                      |                      |                      |                      |                      |                      |                      |                      |                      | Mateo                |                     |                     |           | Gago           | Daniel           | Héctor          |                     |  |  |  |  |  |  |  |
|                      |                      |                      |                      |                      |                      |                      |                      |                      |                      |                      |                      | Gago                 | Natali              |                     | Natali    | Daniel         | Daniel           |                 | Camila L.           |  |  |  |  |  |  |  |
|                      |                      |                      |                      |                      |                      |                      |                      |                      |                      |                      |                      | Héctor               |                     |                     |           |                | Daniel           | Óscar           | Gago                |  |  |  |  |  |  |  |
|                      |                      |                      |                      |                      |                      |                      |                      |                      |                      |                      |                      | Óscar                |                     |                     |           | Gago           |                  | Mateo           | Camila L.           |  |  |  |  |  |  |  |
|                      |                      |                      |                      |                      |                      |                      |                      |                      |                      |                      |                      | Camila L.            |                     |                     |           | Gago           | Daniel           | Mateo           | Gago                |  |  |  |  |  |  |  |
|                      |                      |                      |                      |                      |                      |                      |                      |                      |                      |                      |                      | Lucho                |                     |                     |           | Gago           | Daniel           | Óscar           |                     |  |  |  |  |  |  |  |
|                      |                      |                      |                      |                      |                      |                      |                      |                      |                      |                      |                      | Daniel               |                     |                     |           | Gago           | Camila L.        |                 |                     |  |  |  |  |  |  |  |
|                      |                      |                      |                      |                      |                      |                      |                      |                      |                      |                      |                      | Natali               | Valentina           | Valentina           | Gago      | Daniel         |                  |                 |                     |  |  |  |  |  |  |  |
|                      |                      |                      |                      |                      |                      |                      |                      |                      |                      |                      |                      | Alejandra            | Valentina           | Valentina           |           |                |                  |                 |                     |  |  |  |  |  |  |  |
|                      |                      |                      |                      |                      |                      |                      |                      |                      |                      |                      |                      | Valentina            | Natali              | Alejandra           |           |                |                  |                 |                     |  |  |  |  |  |  |  |
|                      |                      |                      |                      |                      |                      |                      |                      |                      |                      |                      |                      | Frank                |                     |                     |           |                |                  |                 |                     |  |  |  |  |  |  |  |
| Primer Sentenciado:  | Primer Sentenciado:  | Primer Sentenciado:  | Primer Sentenciado:  | Primer Sentenciado:  | Primer Sentenciado:  | Primer Sentenciado:  | Primer Sentenciado:  | Primer Sentenciado:  | Primer Sentenciado:  | Primer Sentenciado:  | Primer Sentenciado:  | Primer Sentenciado:  | Frank               | Gago                | Alejandra | Natali         | Mateo            | Lucho           | Oscar               |  |  |  |  |  |  |  |
| Segundo Sentenciado: | Segundo Sentenciado: | Segundo Sentenciado: | Segundo Sentenciado: | Segundo Sentenciado: | Segundo Sentenciado: | Segundo Sentenciado: | Segundo Sentenciado: | Segundo Sentenciado: | Segundo Sentenciado: | Segundo Sentenciado: | Segundo Sentenciado: | Segundo Sentenciado: | Valentina 2/4 votos | Valentina 2/3 votos | Gago      | Gago 5/7 votos | Daniel 5/6 votos | Óscar 2/5 votos | Camila L. 2/4 votos |  |  |  |  |  |  |  |
| Eliminado:           | Eliminado:           | Eliminado:           | Eliminado:           | Eliminado:           | Eliminado:           | Eliminado:           | Eliminado:           | Eliminado:           | Eliminado:           | Eliminado:           | Eliminado:           | Eliminado:           | Frank               | Valentina           | Alejandra | Natalí         | Daniel           | Lucho           | Camila L.           |  |  |  |  |  |  |  |

Notas
1. 1 2  Ninguno podía auto-nominarse y el nominado por el otro equipo tampoco podía votar, por lo cual la votación fue omitida.
2. ↑  Un Cara o sello fue el encargado de desempatar entre Natali y Valentina. Valentina salió perdedora.
3. ↑  Un Cara o sello fue el encargado de decidir entre Natali y Gago. Gago salió perdedor.
4. ↑  Un Cara o sello fue el encargado de desempatar entre Mateo y Óscar. Óscar salió perdedor.
5. ↑  Un Cara o sello fue el encargado de desempatar entre Camila L. y Gago. Camila L. salió perdedora.

### Desafío a Muerte
En este desafío los participantes que quedaron sentenciados se enfrentan entre sí para defender su permanencia en la competencia. Los participantes ganadores continúan en la competencia y los perdedores son eliminados. En la primera etapa del juego, cuatro participantes se enfrentan en cada desafío, dejando dos ganadores y dos eliminados. A partir de la segunda etapa, se enfrentan tres participantes, dejando un ganador y dos eliminados. A partir de la cuarta etapa se enfrentan dos participantes, dejando un ganador y un eliminado. Desde la fusión el participante ganador de la prueba a muerte tiene derecho a otorgarle una especie de indumentaria hecha de cadenas a uno de los demás participantes, para que lo porte solo en la siguiente prueba de salvación del juego.
| Etapa 1 | Etapa 1                      | Etapa 1                      | Etapa 1                      | Etapa 1                      | Etapa 1                      | Etapa 1                      | Etapa 1                       | Etapa 1                       | Etapa 1                       | Etapa 1                       | Etapa 1                    | Etapa 1                    | Etapa 1                    | Etapa 1                    | Etapa 1                    | Etapa 1                    | Etapa 1                      | Etapa 1                      |
| Semana  | Sentenciados                 | Sentenciados                 | Sentenciados                 | Sentenciados                 | Sentenciados                 | Sentenciados                 | Sentenciados                  | Sentenciados                  | Sentenciados                  | Sentenciados                  | Sentenciados               | Sentenciados               | Sentenciados               | Sentenciados               | Sentenciados               | Sentenciados               | Eliminados                   | Eliminados                   |
| ------- | ---------------------------- | ---------------------------- | ---------------------------- | ---------------------------- | ---------------------------- | ---------------------------- | ----------------------------- | ----------------------------- | ----------------------------- | ----------------------------- | -------------------------- | -------------------------- | -------------------------- | -------------------------- | -------------------------- | -------------------------- | ---------------------------- | ---------------------------- |
| 1       | Esteban Bernal "Tebi"        | Esteban Bernal "Tebi"        | Esteban Bernal "Tebi"        | Esteban Bernal "Tebi"        | Luz Elena Echeverría         | Luz Elena Echeverría         | Luz Elena Echeverría          | Luz Elena Echeverría          | Victoria Sierra               | Victoria Sierra               | Victoria Sierra            | Victoria Sierra            | Fabio Carreño              | Fabio Carreño              | Fabio Carreño              | Fabio Carreño              | Fabio Carreño                | Victoria Sierra              |
| 2       | Luz Elena Echeverría         | Luz Elena Echeverría         | Luz Elena Echeverría         | Luz Elena Echeverría         | Yeni Arias                   | Yeni Arias                   | Yeni Arias                    | Yeni Arias                    | Frank Sáenz                   | Frank Sáenz                   | Frank Sáenz                | Frank Sáenz                | Francisco Zuluaga          | Francisco Zuluaga          | Francisco Zuluaga          | Francisco Zuluaga          | Luz Elena Echeverría         | Yeni Arias                   |
| 3       | José Vargas                  | José Vargas                  | José Vargas                  | José Vargas                  | Luisa Hernández              | Luisa Hernández              | Luisa Hernández               | Luisa Hernández               | Jhonnatan Bulla "Tatán"       | Jhonnatan Bulla "Tatán"       | Jhonnatan Bulla "Tatán"    | Jhonnatan Bulla "Tatán"    | Edith Ortega "Rochy"       | Edith Ortega "Rochy"       | Edith Ortega "Rochy"       | Edith Ortega "Rochy"       | Luisa Hernández              | Edith Ortega "Rochy"         |
| Etapa 2 |                              |                              |                              |                              |                              |                              |                               |                               |                               |                               |                            |                            |                            |                            |                            |                            |                              |                              |
| Semana  | Sentenciados                 | Sentenciados                 | Sentenciados                 | Sentenciados                 | Sentenciados                 | Sentenciados                 | Sentenciados                  | Sentenciados                  | Sentenciados                  | Sentenciados                  | Sentenciados               | Sentenciados               | Sentenciados               | Sentenciados               | Sentenciados               | Sentenciados               | Eliminados                   | Eliminados                   |
| 4       | Juliana Jaramillo            | Juliana Jaramillo            | Juliana Jaramillo            | Juliana Jaramillo            | Juliana Jaramillo            | Juliana Jaramillo            | Tatiana Ángel                 | Tatiana Ángel                 | Tatiana Ángel                 | Tatiana Ángel                 | Daniela Cardona            | Daniela Cardona            | Daniela Cardona            | Daniela Cardona            | Daniela Cardona            | Daniela Cardona            | Juliana Jaramillo            | Daniela Cardona              |
| 5       | Dina Vergara                 | Dina Vergara                 | Dina Vergara                 | Dina Vergara                 | Dina Vergara                 | Dina Vergara                 | Ricardo Álvarez "Ricki"       | Ricardo Álvarez "Ricki"       | Ricardo Álvarez "Ricki"       | Ricardo Álvarez "Ricki"       | Óscar López                | Óscar López                | Óscar López                | Óscar López                | Óscar López                | Óscar López                | Dina Vergara                 | Ricardo Álvarez "Ricki"      |
| 6       | Mateo Carvajal               | Mateo Carvajal               | Mateo Carvajal               | Mateo Carvajal               | Mateo Carvajal               | Mateo Carvajal               | Tatiana Ángel                 | Tatiana Ángel                 | Tatiana Ángel                 | Tatiana Ángel                 | Óscar López                | Óscar López                | Óscar López                | Óscar López                | Óscar López                | Óscar López                | Tatiana Ángel                | Óscar López                  |
| Etapa 3 |                              |                              |                              |                              |                              |                              |                               |                               |                               |                               |                            |                            |                            |                            |                            |                            |                              |                              |
| Semana  | Sentenciados                 | Sentenciados                 | Sentenciados                 | Sentenciados                 | Sentenciados                 | Sentenciados                 | Sentenciados                  | Sentenciados                  | Sentenciados                  | Sentenciados                  | Sentenciados               | Sentenciados               | Sentenciados               | Sentenciados               | Sentenciados               | Sentenciados               | Eliminados                   | Eliminados                   |
| 7       | Dúmar Roa                    | Dúmar Roa                    | Dúmar Roa                    | Dúmar Roa                    | Dúmar Roa                    | Dúmar Roa                    | Alejandro Albohomor "Pitbull" | Alejandro Albohomor "Pitbull" | Alejandro Albohomor "Pitbull" | Alejandro Albohomor "Pitbull" | Juan Olarte "El Loco"      | Juan Olarte "El Loco"      | Juan Olarte "El Loco"      | Juan Olarte "El Loco"      | Juan Olarte "El Loco"      | Juan Olarte "El Loco"      | Juan Olarte "El Loco"        | Dúmar Roa                    |
| 8       | Javier Argel "Galo"          | Javier Argel "Galo"          | Javier Argel "Galo"          | Javier Argel "Galo"          | Javier Argel "Galo"          | Javier Argel "Galo"          | Óscar López                   | Óscar López                   | Óscar López                   | Óscar López                   | Fausto Murillo             | Fausto Murillo             | Fausto Murillo             | Fausto Murillo             | Fausto Murillo             | Fausto Murillo             | Fausto Murillo               | Javier Argel "Galo"          |
| 9       | Esteban Bernal "Tebi"        | Esteban Bernal "Tebi"        | Esteban Bernal "Tebi"        | Esteban Bernal "Tebi"        | Esteban Bernal "Tebi"        | Esteban Bernal "Tebi"        | Tatiana Ussa                  | Tatiana Ussa                  | Tatiana Ussa                  | Tatiana Ussa                  | Óscar López                | Óscar López                | Óscar López                | Óscar López                | Óscar López                | Óscar López                | Esteban Bernal "Tebi"        | Esteban Bernal "Tebi"        |
| Etapa 4 |                              |                              |                              |                              |                              |                              |                               |                               |                               |                               |                            |                            |                            |                            |                            |                            |                              |                              |
| Semana  | Sentenciados                 | Sentenciados                 | Sentenciados                 | Sentenciados                 | Sentenciados                 | Sentenciados                 | Sentenciados                  | Sentenciados                  | Sentenciados                  | Sentenciados                  | Sentenciados               | Sentenciados               | Sentenciados               | Sentenciados               | Sentenciados               | Sentenciados               | Eliminado                    | Eliminado                    |
| 10      | Tatiana Ussa                 | Tatiana Ussa                 | Tatiana Ussa                 | Tatiana Ussa                 | Tatiana Ussa                 | Tatiana Ussa                 | Tatiana Ussa                  | Tatiana Ussa                  | Camila Celemín                | Camila Celemín                | Camila Celemín             | Camila Celemín             | Camila Celemín             | Camila Celemín             | Camila Celemín             | Camila Celemín             | Tatiana Ussa                 | Tatiana Ussa                 |
| 11      | Dumár Roa                    | Dumár Roa                    | Dumár Roa                    | Dumár Roa                    | Dumár Roa                    | Dumár Roa                    | Dumár Roa                     | Dumár Roa                     | Óscar López                   | Óscar López                   | Óscar López                | Óscar López                | Óscar López                | Óscar López                | Óscar López                | Óscar López                | Dumár Roa vt                 | Dumár Roa vt                 |
| 12      | Natali Gómez                 | Natali Gómez                 | Natali Gómez                 | Natali Gómez                 | Natali Gómez                 | Natali Gómez                 | Natali Gómez                  | Natali Gómez                  | Óscar López                   | Óscar López                   | Óscar López                | Óscar López                | Óscar López                | Óscar López                | Óscar López                | Óscar López                | Óscar López vt               | Óscar López vt               |
| 13      | Mateo Carvajal               | Mateo Carvajal               | Mateo Carvajal               | Mateo Carvajal               | Mateo Carvajal               | Mateo Carvajal               | Mateo Carvajal                | Mateo Carvajal                | Camila Celemín                | Camila Celemín                | Camila Celemín             | Camila Celemín             | Camila Celemín             | Camila Celemín             | Camila Celemín             | Camila Celemín             | Camila Celemín               | Camila Celemín               |
| Etapa 5 |                              |                              |                              |                              |                              |                              |                               |                               |                               |                               |                            |                            |                            |                            |                            |                            |                              |                              |
| Semana  | Sentenciados                 | Sentenciados                 | Sentenciados                 | Sentenciados                 | Sentenciados                 | Sentenciados                 | Sentenciados                  | Sentenciados                  | Sentenciados                  | Sentenciados                  | Sentenciados               | Sentenciados               | Sentenciados               | Sentenciados               | Sentenciados               | Sentenciados               | Eliminado                    | Eliminado                    |
| 14      | Alejandro Abohomor "Pitbull" | Alejandro Abohomor "Pitbull" | Alejandro Abohomor "Pitbull" | Alejandro Abohomor "Pitbull" | Alejandro Abohomor "Pitbull" | Alejandro Abohomor "Pitbull" | Alejandro Abohomor "Pitbull"  | Alejandro Abohomor "Pitbull"  | Frank Sáenz                   | Frank Sáenz                   | Frank Sáenz                | Frank Sáenz                | Frank Sáenz                | Frank Sáenz                | Frank Sáenz                | Frank Sáenz                | Alejandro Abohomor "Pitbull" | Alejandro Abohomor "Pitbull" |
| 15      | Natali Gómez                 | Natali Gómez                 | Natali Gómez                 | Natali Gómez                 | Natali Gómez                 | Natali Gómez                 | Natali Gómez                  | Natali Gómez                  | Andrea Fernández              | Andrea Fernández              | Andrea Fernández           | Andrea Fernández           | Andrea Fernández           | Andrea Fernández           | Andrea Fernández           | Andrea Fernández           | Andrea Fernández             | Andrea Fernández             |
| 16      | Leidy Martínez               | Leidy Martínez               | Leidy Martínez               | Leidy Martínez               | Leidy Martínez               | Leidy Martínez               | Leidy Martínez                | Leidy Martínez                | Valentina Ortiz               | Valentina Ortiz               | Valentina Ortiz            | Valentina Ortiz            | Valentina Ortiz            | Valentina Ortiz            | Valentina Ortiz            | Valentina Ortiz            | Leidy Martínez               | Leidy Martínez               |
| 17      | Frank Sáenz                  | Frank Sáenz                  | Frank Sáenz                  | Frank Sáenz                  | Frank Sáenz                  | Frank Sáenz                  | Frank Sáenz                   | Frank Sáenz                   | Andrea Fernández              | Andrea Fernández              | Andrea Fernández           | Andrea Fernández           | Andrea Fernández           | Andrea Fernández           | Andrea Fernández           | Andrea Fernández           | Andrea Fernández vt          | Andrea Fernández vt          |
| Etapa 6 |                              |                              |                              |                              |                              |                              |                               |                               |                               |                               |                            |                            |                            |                            |                            |                            |                              |                              |
| Semana  | Sentenciados                 | Sentenciados                 | Sentenciados                 | Sentenciados                 | Sentenciados                 | Sentenciados                 | Sentenciados                  | Sentenciados                  | Sentenciados                  | Sentenciados                  | Sentenciados               | Sentenciados               | Sentenciados               | Sentenciados               | Sentenciados               | Sentenciados               | Eliminado                    | Eliminado                    |
| 18      | Frank Sáenz*                 | Frank Sáenz*                 | Frank Sáenz*                 | Frank Sáenz*                 | Frank Sáenz*                 | Frank Sáenz*                 | Frank Sáenz*                  | Frank Sáenz*                  | Valentina Ortiz               | Valentina Ortiz               | Valentina Ortiz            | Valentina Ortiz            | Valentina Ortiz            | Valentina Ortiz            | Valentina Ortiz            | Valentina Ortiz            | Frank Sáenz                  | Frank Sáenz                  |
| 19      | Jhon Jairo Mosquera "Gago"*  | Jhon Jairo Mosquera "Gago"*  | Jhon Jairo Mosquera "Gago"*  | Jhon Jairo Mosquera "Gago"*  | Jhon Jairo Mosquera "Gago"*  | Jhon Jairo Mosquera "Gago"*  | Jhon Jairo Mosquera "Gago"*   | Jhon Jairo Mosquera "Gago"*   | Valentina Ortiz               | Valentina Ortiz               | Valentina Ortiz            | Valentina Ortiz            | Valentina Ortiz            | Valentina Ortiz            | Valentina Ortiz            | Valentina Ortiz            | Valentina Ortiz              | Valentina Ortiz              |
| 20      | Alejandra Cañizares*         | Alejandra Cañizares*         | Alejandra Cañizares*         | Alejandra Cañizares*         | Alejandra Cañizares*         | Alejandra Cañizares*         | Alejandra Cañizares*          | Alejandra Cañizares*          | Jhon Jairo Mosquera "Gago"    | Jhon Jairo Mosquera "Gago"    | Jhon Jairo Mosquera "Gago" | Jhon Jairo Mosquera "Gago" | Jhon Jairo Mosquera "Gago" | Jhon Jairo Mosquera "Gago" | Jhon Jairo Mosquera "Gago" | Jhon Jairo Mosquera "Gago" | Alejandra Cañizares          | Alejandra Cañizares          |
| Etapa 7 |                              |                              |                              |                              |                              |                              |                               |                               |                               |                               |                            |                            |                            |                            |                            |                            |                              |                              |
| Semana  | Sentenciados                 | Sentenciados                 | Sentenciados                 | Sentenciados                 | Sentenciados                 | Sentenciados                 | Sentenciados                  | Sentenciados                  | Sentenciados                  | Sentenciados                  | Sentenciados               | Sentenciados               | Sentenciados               | Sentenciados               | Sentenciados               | Sentenciados               | Eliminado                    | Eliminado                    |
| 21      | Natali Gómez*                | Natali Gómez*                | Natali Gómez*                | Natali Gómez*                | Natali Gómez*                | Natali Gómez*                | Natali Gómez*                 | Natali Gómez*                 | Jhon Jairo Mosquera "Gago"    | Jhon Jairo Mosquera "Gago"    | Jhon Jairo Mosquera "Gago" | Jhon Jairo Mosquera "Gago" | Jhon Jairo Mosquera "Gago" | Jhon Jairo Mosquera "Gago" | Jhon Jairo Mosquera "Gago" | Jhon Jairo Mosquera "Gago" | Natali Gómez                 | Natali Gómez                 |
| 22      | Mateo Carvajal*              | Mateo Carvajal*              | Mateo Carvajal*              | Mateo Carvajal*              | Mateo Carvajal*              | Mateo Carvajal*              | Mateo Carvajal*               | Mateo Carvajal*               | Daniel Méndez                 | Daniel Méndez                 | Daniel Méndez              | Daniel Méndez              | Daniel Méndez              | Daniel Méndez              | Daniel Méndez              | Daniel Méndez              | Daniel Méndez                | Daniel Méndez                |
| 23      | Luis Giraldo "Lucho"*        | Luis Giraldo "Lucho"*        | Luis Giraldo "Lucho"*        | Luis Giraldo "Lucho"*        | Luis Giraldo "Lucho"*        | Luis Giraldo "Lucho"*        | Luis Giraldo "Lucho"*         | Luis Giraldo "Lucho"*         | Óscar López                   | Óscar López                   | Óscar López                | Óscar López                | Óscar López                | Óscar López                | Óscar López                | Óscar López                | Luis Giraldo "Lucho"         | Luis Giraldo "Lucho"         |
| 24      | Óscar López*                 | Óscar López*                 | Óscar López*                 | Óscar López*                 | Óscar López*                 | Óscar López*                 | Óscar López*                  | Óscar López*                  | Camila López                  | Camila López                  | Camila López               | Camila López               | Camila López               | Camila López               | Camila López               | Camila López               | Camila López                 | Camila López                 |
| 25      | Óscar López                  | Óscar López                  | Óscar López                  | Óscar López                  | Óscar López                  | Óscar López                  | Óscar López                   | Óscar López                   | Héctor Murillo                | Héctor Murillo                | Héctor Murillo             | Héctor Murillo             | Héctor Murillo             | Héctor Murillo             | Héctor Murillo             | Héctor Murillo             | Óscar López vt vt²           | Óscar López vt vt²           |

Notas
1. ↑  Tatiana C. se retira[35] y debe elegir entre Tatiana A. y Óscar para reemplazarla en el equipo de los Santandereanos. Ella eligió a Óscar.[46]
2. ↑  Francisco se retira[33] y debe elegir entre Dúmar y El Loco para reemplazarlo en el equipo de los Desterrados. Él eligió a Dúmar.[47]
3. ↑  José se retira[28] y Óscar vuelve al juego por segunda vez[46] para reemplazarlo nuevamente en el equipo de los Santandereanos.
4. ↑  Tatan se retira[25] y Andrea vuelve a el juego,[49] para reemplazarlo en el equipo de los Cachacos.

«*»: Éste es sentenciado, por el equipo/participante vencedor.

## Final

### Batalla final
La batalla final se llevó a cabo el día 18 de septiembre de 2017, donde participaron los semifinalistas en competencia. El perdedor de la prueba fue automáticamente eliminado y los dos restantes pasaron a ser los dos grandes finalistas del Desafío Súper Humanos Cap Cana.
| Semifinalistas             | Finalistas                 |
| -------------------------- | -------------------------- |
| Mateo Carvajal             | Mateo Carvajal             |
| Jhon Jairo Mosquera "Gago" | Jhon Jairo Mosquera "Gago" |
| Héctor Murillo             |                            |

### Gran final
La gran final se llevó a cabo el día 18 de septiembre de 2017, donde los 2 finalistas se enfrentaron a la votación de público en todo el país por Internet. El que tuviera más porcentaje de votos se coronaría como el ganador. La gala fue emitida desde Bogotá, Colombia. El ganador obtuvo un premio de 600 millones de pesos. De igual manera, los ex-competidores tuvieron la oportunidad de votar entre los dos finalistas para elegir cuál de ellos se llevaría un premio aparte.
| Finalistas                 | Ganador del desafío |
| -------------------------- | ------------------- |
| Mateo Carvajal             | Mateo Carvajal      |
| Jhon Jairo Mosquera "Gago" | Mateo Carvajal      |

## Eximiciones o retiros
| Desafío Territorial | Desafío Territorial               | Desafío Territorial               | Desafío Territorial               | Desafío Territorial   | Desafío Territorial      | Desafío Territorial      | Desafío Territorial      | Desafío Territorial      | Desafío Territorial   | Desafío Territorial   | Desafío Territorial   | Desafío Territorial   | Desafío Territorial      | Desafío Territorial      | Desafío Territorial          | Desafío Territorial          | Desafío Territorial          | Desafío Territorial          | Desafío Territorial          | Desafío Territorial          | Desafío Territorial          |
| Etapa 1             | Etapa 1                           | Etapa 1                           | Etapa 1                           | Etapa 1               | Etapa 1                  | Etapa 1                  | Etapa 1                  | Etapa 1                  | Etapa 1               | Etapa 1               | Etapa 1               | Etapa 1               | Etapa 1                  | Etapa 1                  | Etapa 1                      | Etapa 1                      | Etapa 1                      | Etapa 1                      | Etapa 1                      | Etapa 1                      | Etapa 1                      |
| Semana              |                                   |                                   |                                   |                       |                          |                          |                          |                          |                       |                       |                       |                       |                          |                          |                              |                              |                              |                              |                              |                              |                              |
| Semana              | Equipos                           | Equipos                           | Equipos                           | Equipos               | Equipos                  | Equipos                  | Equipos                  | Equipos                  | Equipos               | Equipos               | Equipos               | Equipos               | Equipos                  | Equipos                  | Equipos                      | Equipos                      | Equipos                      | Equipos                      | Equipos                      | Equipos                      | Equipos                      |
| ------------------- | --------------------------------- | --------------------------------- | --------------------------------- | --------------------- | ------------------------ | ------------------------ | ------------------------ | ------------------------ | --------------------- | --------------------- | --------------------- | --------------------- | ------------------------ | ------------------------ | ---------------------------- | ---------------------------- | ---------------------------- | ---------------------------- | ---------------------------- | ---------------------------- | ---------------------------- |
| Semana              | Antioqueños                       | Antioqueños                       | Antioqueños                       | Cachacos              | Cachacos                 | Cachacos                 | Cafeteros                | Cafeteros                | Cafeteros             | Costeños              | Costeños              | Costeños              | Santandereanos           | Santandereanos           | Santandereanos               | Vallecaucanos                | Vallecaucanos                | Vallecaucanos                | Desterrados                  | Desterrados                  | Desterrados                  |
| 1                   |                                   |                                   |                                   |                       |                          |                          |                          |                          |                       |                       |                       |                       |                          |                          |                              |                              |                              |                              | No participan                | No participan                | No participan                |
| 2                   | Fausto y Valentina                | Fausto y Valentina                | Fausto y Valentina                |                       |                          |                          | Daniela                  | Daniela                  | Daniela               | Dina                  | Dina                  | Dina                  |                          |                          |                              | Óscar                        | Óscar                        | Óscar                        | No participan                | No participan                | No participan                |
| 3                   | Fausto, Juliana, Tebi y Valentina | Fausto, Juliana, Tebi y Valentina | Fausto, Juliana, Tebi y Valentina | Daniel y Leidy        | Daniel y Leidy           | Daniel y Leidy           | Daniela y Héctor         | Daniela y Héctor         | Daniela y Héctor      | Pitbull y Tatiana Á.  | Pitbull y Tatiana Á.  | Pitbull y Tatiana Á.  | Frank y Tatiana C.       | Frank y Tatiana C.       | Frank y Tatiana C.           | Óscar, Natali y El Loco      | Óscar, Natali y El Loco      | Óscar, Natali y El Loco      | No participan                | No participan                | No participan                |
| Etapa 2             |                                   |                                   |                                   |                       |                          |                          |                          |                          |                       |                       |                       |                       |                          |                          |                              |                              |                              |                              |                              |                              |                              |
| Semana              |                                   |                                   |                                   |                       |                          |                          |                          |                          |                       |                       |                       |                       |                          |                          |                              |                              |                              |                              |                              |                              |                              |
| Equipos             |                                   |                                   |                                   |                       |                          |                          |                          |                          |                       |                       |                       |                       |                          |                          |                              |                              |                              |                              |                              |                              |                              |
| Antioqueños         | Antioqueños                       | Antioqueños                       | Antioqueños                       | Cachacos              | Cachacos                 | Cachacos                 | Cachacos                 | Cafeteros                | Cafeteros             | Cafeteros             | Cafeteros             | Santandereanos        | Santandereanos           | Santandereanos           | Santandereanos               | Vallecaucanos                | Vallecaucanos                | Vallecaucanos                | Vallecaucanos                | Desterrados                  |                              |
| 4                   | Mateo                             | Mateo                             | Mateo                             | Mateo                 | Camila C. y Dina         | Camila C. y Dina         | Camila C. y Dina         | Camila C. y Dina         |                       |                       |                       |                       | José y Pitbull           | José y Pitbull           | José y Pitbull               | José y Pitbull               | El Loco                      | El Loco                      | El Loco                      | El Loco                      | No participan                |
| 5                   | Valentina                         | Valentina                         | Valentina                         | Valentina             | Daniel, Tatán, Camila C. | Daniel, Tatán, Camila C. | Daniel, Tatán, Camila C. | Daniel, Tatán, Camila C. |                       |                       |                       |                       | Ricki, José y Tatiana C. | Ricki, José y Tatiana C. | Ricki, José y Tatiana C.     | Ricki, José y Tatiana C.     | El Loco y Alejandra          | El Loco y Alejandra          | El Loco y Alejandra          | El Loco y Alejandra          | No participan                |
| 6                   | Valentina                         | Valentina                         | Valentina                         | Valentina             | Camila C. y Leidy        | Camila C. y Leidy        | Camila C. y Leidy        | Camila C. y Leidy        |                       |                       |                       |                       | Tatiana C. y Pitbull     | Tatiana C. y Pitbull     | Tatiana C. y Pitbull         | Tatiana C. y Pitbull         | Óscar y Natali               | Óscar y Natali               | Óscar y Natali               | Óscar y Natali               | No participan                |
| Etapa 3             |                                   |                                   |                                   |                       |                          |                          |                          |                          |                       |                       |                       |                       |                          |                          |                              |                              |                              |                              |                              |                              |                              |
| Semana              |                                   |                                   |                                   |                       |                          |                          |                          |                          |                       |                       |                       |                       |                          |                          |                              |                              |                              |                              |                              |                              |                              |
| Equipos             |                                   |                                   |                                   |                       |                          |                          |                          |                          |                       |                       |                       |                       |                          |                          |                              |                              |                              |                              |                              |                              |                              |
| Cachacos            | Cachacos                          | Cachacos                          | Cachacos                          | Cachacos              | Cafeteros                | Cafeteros                | Cafeteros                | Cafeteros                | Cafeteros             | Santandereanos        | Santandereanos        | Santandereanos        | Santandereanos           | Santandereanos           | Vallecaucanos                | Vallecaucanos                | Vallecaucanos                | Vallecaucanos                | Vallecaucanos                | Desterrados                  |                              |
| 7                   |                                   |                                   |                                   |                       |                          |                          |                          |                          |                       |                       |                       |                       |                          |                          |                              |                              |                              |                              |                              |                              | No participan                |
| 8                   | Camila C.                         | Camila C.                         | Camila C.                         | Camila C.             | Camila C.                | Mateo                    | Mateo                    | Mateo                    | Mateo                 | Mateo                 | José                  | José                  | José                     | José                     | José                         |                              |                              |                              |                              |                              | No participan                |
| 9                   |                                   |                                   |                                   |                       |                          | Camila L.                | Camila L.                | Camila L.                | Camila L.             | Camila L.             | Óscar                 | Óscar                 | Óscar                    | Óscar                    | Óscar                        |                              |                              |                              |                              |                              | No participan                |
| Etapa 4             |                                   |                                   |                                   |                       |                          |                          |                          |                          |                       |                       |                       |                       |                          |                          |                              |                              |                              |                              |                              |                              |                              |
| Semana              |                                   |                                   |                                   |                       |                          |                          |                          |                          |                       |                       |                       |                       |                          |                          |                              |                              |                              |                              |                              |                              |                              |
| Equipos             |                                   |                                   |                                   |                       |                          |                          |                          |                          |                       |                       |                       |                       |                          |                          |                              |                              |                              |                              |                              |                              |                              |
| Cachacos            | Cachacos                          | Cachacos                          | Cachacos                          | Cachacos              | Cachacos                 | Cafeteros                | Cafeteros                | Cafeteros                | Cafeteros             | Cafeteros             | Cafeteros             | Santandereanos        | Santandereanos           | Santandereanos           | Santandereanos               | Santandereanos               | Santandereanos               | Vallecaucanos                | Vallecaucanos                | Vallecaucanos                |                              |
| 10                  |                                   |                                   |                                   |                       |                          |                          |                          |                          |                       |                       |                       |                       | No participan            | No participan            | No participan                | No participan                | No participan                | No participan                | Alejandra y Valentina        | Alejandra y Valentina        | Alejandra y Valentina        |
| 11                  |                                   |                                   |                                   |                       |                          |                          |                          |                          |                       |                       |                       |                       | José                     | José                     | José                         | José                         | José                         | José                         | Natali                       | Natali                       | Natali                       |
| 12                  |                                   |                                   |                                   |                       |                          |                          |                          |                          |                       |                       |                       |                       | Pitbull                  | Pitbull                  | Pitbull                      | Pitbull                      | Pitbull                      | Pitbull                      |                              |                              |                              |
| 13                  |                                   |                                   |                                   |                       |                          |                          |                          |                          |                       |                       |                       |                       |                          |                          |                              |                              |                              |                              |                              |                              |                              |
| Etapa 5             |                                   |                                   |                                   |                       |                          |                          |                          |                          |                       |                       |                       |                       |                          |                          |                              |                              |                              |                              |                              |                              |                              |
| Semana              |                                   |                                   |                                   |                       |                          |                          |                          |                          |                       |                       |                       |                       |                          |                          |                              |                              |                              |                              |                              |                              |                              |
| Equipos             |                                   |                                   |                                   |                       |                          |                          |                          |                          |                       |                       |                       |                       |                          |                          |                              |                              |                              |                              |                              |                              |                              |
| Cachacos            | Cachacos                          | Cachacos                          | Cachacos                          | Cachacos              | Cachacos                 | Cachacos                 | Cafeteros                | Cafeteros                | Cafeteros             | Cafeteros             | Cafeteros             | Cafeteros             | Cafeteros                | Vallecaucanos            | Vallecaucanos                | Vallecaucanos                | Vallecaucanos                | Vallecaucanos                | Vallecaucanos                | Vallecaucanos                |                              |
| 14                  |                                   |                                   |                                   |                       |                          |                          |                          |                          |                       |                       |                       |                       |                          |                          |                              |                              |                              |                              |                              |                              |                              |
| 15                  |                                   |                                   |                                   |                       |                          |                          |                          | Lucho                    | Lucho                 | Lucho                 | Lucho                 | Lucho                 | Lucho                    | Lucho                    | Natali                       | Natali                       | Natali                       | Natali                       | Natali                       | Natali                       | Natali                       |
| 16                  |                                   |                                   |                                   |                       |                          |                          |                          | Héctor y Lucho           | Héctor y Lucho        | Héctor y Lucho        | Héctor y Lucho        | Héctor y Lucho        | Héctor y Lucho           | Héctor y Lucho           | Alejandra y Valentina        | Alejandra y Valentina        | Alejandra y Valentina        | Alejandra y Valentina        | Alejandra y Valentina        | Alejandra y Valentina        | Alejandra y Valentina        |
| 17                  |                                   |                                   |                                   |                       |                          |                          |                          | Héctor, Lucho y Mateo    | Héctor, Lucho y Mateo | Héctor, Lucho y Mateo | Héctor, Lucho y Mateo | Héctor, Lucho y Mateo | Héctor, Lucho y Mateo    | Héctor, Lucho y Mateo    | Alejandra, Valentina y Frank | Alejandra, Valentina y Frank | Alejandra, Valentina y Frank | Alejandra, Valentina y Frank | Alejandra, Valentina y Frank | Alejandra, Valentina y Frank | Alejandra, Valentina y Frank |
| Etapa 6             |                                   |                                   |                                   |                       |                          |                          |                          |                          |                       |                       |                       |                       |                          |                          |                              |                              |                              |                              |                              |                              |                              |
| Semana              |                                   |                                   |                                   |                       |                          |                          |                          |                          |                       |                       |                       |                       |                          |                          |                              |                              |                              |                              |                              |                              |                              |
| Equipos             |                                   |                                   |                                   |                       |                          |                          |                          |                          |                       |                       |                       |                       |                          |                          |                              |                              |                              |                              |                              |                              |                              |
| Cafeteros           | Cafeteros                         | Cafeteros                         | Cafeteros                         | Cafeteros             | Cafeteros                | Cafeteros                | Cafeteros                | Cafeteros                | Cafeteros             | Cafeteros             | Vallecaucanos         | Vallecaucanos         | Vallecaucanos            | Vallecaucanos            | Vallecaucanos                | Vallecaucanos                | Vallecaucanos                | Vallecaucanos                | Vallecaucanos                | Vallecaucanos                |                              |
| 18                  | Lucho                             | Lucho                             | Lucho                             | Lucho                 | Lucho                    | Lucho                    | Lucho                    | Lucho                    | Lucho                 | Lucho                 | Lucho                 |                       |                          |                          |                              |                              |                              |                              |                              |                              |                              |
| 19                  | Lucho y Héctor                    | Lucho y Héctor                    | Lucho y Héctor                    | Lucho y Héctor        | Lucho y Héctor           | Lucho y Héctor           | Lucho y Héctor           | Lucho y Héctor           | Lucho y Héctor        | Lucho y Héctor        | Lucho y Héctor        |                       |                          |                          |                              |                              |                              |                              |                              |                              |                              |
| 20                  | Lucho, Mateo y Héctor             | Lucho, Mateo y Héctor             | Lucho, Mateo y Héctor             | Lucho, Mateo y Héctor | Lucho, Mateo y Héctor    | Lucho, Mateo y Héctor    | Lucho, Mateo y Héctor    | Lucho, Mateo y Héctor    | Lucho, Mateo y Héctor | Lucho, Mateo y Héctor | Lucho, Mateo y Héctor |                       |                          |                          |                              |                              |                              |                              |                              |                              |                              |

| Desafío de Salvación | Desafío de Salvación      | Desafío de Salvación      | Desafío de Salvación      | Desafío de Salvación      | Desafío de Salvación      | Desafío de Salvación      | Desafío de Salvación      | Desafío de Salvación      | Desafío de Salvación      | Desafío de Salvación      | Desafío de Salvación      | Desafío de Salvación     | Desafío de Salvación     | Desafío de Salvación     | Desafío de Salvación     | Desafío de Salvación     | Desafío de Salvación     | Desafío de Salvación     | Desafío de Salvación     | Desafío de Salvación     | Desafío de Salvación     |
| Etapa 1              | Etapa 1                   | Etapa 1                   | Etapa 1                   | Etapa 1                   | Etapa 1                   | Etapa 1                   | Etapa 1                   | Etapa 1                   | Etapa 1                   | Etapa 1                   | Etapa 1                   | Etapa 1                  | Etapa 1                  | Etapa 1                  | Etapa 1                  | Etapa 1                  | Etapa 1                  | Etapa 1                  | Etapa 1                  | Etapa 1                  | Etapa 1                  |
| Semana               |                           |                           |                           |                           |                           |                           |                           |                           |                           |                           |                           |                          |                          |                          |                          |                          |                          |                          |                          |                          |                          |
| Semana               | Equipos                   | Equipos                   | Equipos                   | Equipos                   | Equipos                   | Equipos                   | Equipos                   | Equipos                   | Equipos                   | Equipos                   | Equipos                   | Equipos                  | Equipos                  | Equipos                  | Equipos                  | Equipos                  | Equipos                  | Equipos                  | Equipos                  | Equipos                  | Equipos                  |
| -------------------- | ------------------------- | ------------------------- | ------------------------- | ------------------------- | ------------------------- | ------------------------- | ------------------------- | ------------------------- | ------------------------- | ------------------------- | ------------------------- | ------------------------ | ------------------------ | ------------------------ | ------------------------ | ------------------------ | ------------------------ | ------------------------ | ------------------------ | ------------------------ | ------------------------ |
| Semana               | Antioqueños               | Antioqueños               | Antioqueños               | Cachacos                  | Cachacos                  | Cachacos                  | Cafeteros                 | Cafeteros                 | Cafeteros                 | Costeños                  | Costeños                  | Costeños                 | Santandereanos           | Santandereanos           | Santandereanos           | Vallecaucanos            | Vallecaucanos            | Vallecaucanos            | Desterrados              | Desterrados              | Desterrados              |
| 1                    | Tebi                      | Tebi                      | Tebi                      |                           |                           |                           |                           |                           |                           |                           |                           |                          |                          |                          |                          |                          |                          |                          |                          |                          |                          |
| 2                    | Mateo                     | Mateo                     | Mateo                     |                           |                           |                           |                           |                           |                           |                           |                           |                          |                          |                          |                          |                          |                          |                          |                          |                          |                          |
| 3                    | Mateo y Juliana           | Mateo y Juliana           | Mateo y Juliana           |                           |                           |                           |                           |                           |                           |                           |                           |                          |                          |                          |                          |                          |                          |                          |                          |                          |                          |
| Etapa 2              |                           |                           |                           |                           |                           |                           |                           |                           |                           |                           |                           |                          |                          |                          |                          |                          |                          |                          |                          |                          |                          |
| Semana               |                           |                           |                           |                           |                           |                           |                           |                           |                           |                           |                           |                          |                          |                          |                          |                          |                          |                          |                          |                          |                          |
| Equipos              |                           |                           |                           |                           |                           |                           |                           |                           |                           |                           |                           |                          |                          |                          |                          |                          |                          |                          |                          |                          |                          |
| Antioqueños          | Antioqueños               | Antioqueños               | Antioqueños               | Cachacos                  | Cachacos                  | Cachacos                  | Cachacos                  | Cafeteros                 | Cafeteros                 | Cafeteros                 | Cafeteros                 | Santandereanos           | Santandereanos           | Santandereanos           | Santandereanos           | Vallecaucanos            | Vallecaucanos            | Vallecaucanos            | Vallecaucanos            | Desterrados              |                          |
| 4                    |                           |                           |                           |                           | Leidy y Tatiana Á.        | Leidy y Tatiana Á.        | Leidy y Tatiana Á.        | Leidy y Tatiana Á.        |                           |                           |                           |                          | Frank                    | Frank                    | Frank                    | Frank                    | Óscar                    | Óscar                    | Óscar                    | Óscar                    |                          |
| 5                    |                           |                           |                           |                           | Dina y Tatiana Á.         | Dina y Tatiana Á.         | Dina y Tatiana Á.         | Dina y Tatiana Á.         |                           |                           |                           |                          | Frank, Andrea y Pitbull  | Frank, Andrea y Pitbull  | Frank, Andrea y Pitbull  | Frank, Andrea y Pitbull  | Natali                   | Natali                   | Natali                   | Natali                   |                          |
| 6                    | Tebi                      | Tebi                      | Tebi                      | Tebi                      | Tatán y Tatiana Á.        | Tatán y Tatiana Á.        | Tatán y Tatiana Á.        | Tatán y Tatiana Á.        |                           |                           |                           |                          | José y Andrea            | José y Andrea            | José y Andrea            | José y Andrea            | Alejandra y Gago         | Alejandra y Gago         | Alejandra y Gago         | Alejandra y Gago         | Dúmar                    |
| Etapa 3              |                           |                           |                           |                           |                           |                           |                           |                           |                           |                           |                           |                          |                          |                          |                          |                          |                          |                          |                          |                          |                          |
| Semana               |                           |                           |                           |                           |                           |                           |                           |                           |                           |                           |                           |                          |                          |                          |                          |                          |                          |                          |                          |                          |                          |
| Equipos              |                           |                           |                           |                           |                           |                           |                           |                           |                           |                           |                           |                          |                          |                          |                          |                          |                          |                          |                          |                          |                          |
| Cachacos             | Cachacos                  | Cachacos                  | Cachacos                  | Cachacos                  | Cafeteros                 | Cafeteros                 | Cafeteros                 | Cafeteros                 | Cafeteros                 | Santandereanos            | Santandereanos            | Santandereanos           | Santandereanos           | Santandereanos           | Vallecaucanos            | Vallecaucanos            | Vallecaucanos            | Vallecaucanos            | Vallecaucanos            | Desterrados              |                          |
| 7                    | Leidy                     | Leidy                     | Leidy                     | Leidy                     | Leidy                     | Camila L.                 | Camila L.                 | Camila L.                 | Camila L.                 | Camila L.                 | José                      | José                     | José                     | José                     | José                     | Alejandra                | Alejandra                | Alejandra                | Alejandra                | Alejandra                |                          |
| 8                    | Leidy                     | Leidy                     | Leidy                     | Leidy                     | Leidy                     | Tebi y Lucho              | Tebi y Lucho              | Tebi y Lucho              | Tebi y Lucho              | Tebi y Lucho              | Andrea                    | Andrea                   | Andrea                   | Andrea                   | Andrea                   |                          |                          |                          |                          |                          |                          |
| 9                    | Camila C. y Daniel        | Camila C. y Daniel        | Camila C. y Daniel        | Camila C. y Daniel        | Camila C. y Daniel        | Héctor, Lucho y Mateo     | Héctor, Lucho y Mateo     | Héctor, Lucho y Mateo     | Héctor, Lucho y Mateo     | Héctor, Lucho y Mateo     | Frank, José y Pitbull     | Frank, José y Pitbull    | Frank, José y Pitbull    | Frank, José y Pitbull    | Frank, José y Pitbull    | Natali y Valentina       | Natali y Valentina       | Natali y Valentina       | Natali y Valentina       | Natali y Valentina       |                          |
| Etapa 4              |                           |                           |                           |                           |                           |                           |                           |                           |                           |                           |                           |                          |                          |                          |                          |                          |                          |                          |                          |                          |                          |
| Semana               |                           |                           |                           |                           |                           |                           |                           |                           |                           |                           |                           |                          |                          |                          |                          |                          |                          |                          |                          |                          |                          |
| Equipos              |                           |                           |                           |                           |                           |                           |                           |                           |                           |                           |                           |                          |                          |                          |                          |                          |                          |                          |                          |                          |                          |
| Cachacos             | Cachacos                  | Cachacos                  | Cachacos                  | Cachacos                  | Cachacos                  | Cafeteros                 | Cafeteros                 | Cafeteros                 | Cafeteros                 | Cafeteros                 | Cafeteros                 | Santandereanos           | Santandereanos           | Santandereanos           | Santandereanos           | Santandereanos           | Santandereanos           | Vallecaucanos            | Vallecaucanos            | Vallecaucanos            |                          |
| 10                   |                           |                           |                           |                           |                           |                           |                           |                           |                           |                           |                           |                          |                          |                          |                          |                          |                          |                          | Tatiana U.               | Tatiana U.               | Tatiana U.               |
| 11                   |                           |                           |                           |                           |                           |                           |                           |                           |                           |                           |                           |                          | Andrea                   | Andrea                   | Andrea                   | Andrea                   | Andrea                   | Andrea                   | Valentina                | Valentina                | Valentina                |
| 12                   |                           |                           |                           |                           |                           |                           |                           |                           |                           |                           |                           |                          | Andrea                   | Andrea                   | Andrea                   | Andrea                   | Andrea                   | Andrea                   |                          |                          |                          |
| 13                   |                           |                           |                           |                           |                           |                           |                           |                           |                           |                           |                           |                          |                          |                          |                          |                          |                          |                          |                          |                          |                          |
| Etapa 5              |                           |                           |                           |                           |                           |                           |                           |                           |                           |                           |                           |                          |                          |                          |                          |                          |                          |                          |                          |                          |                          |
| Semana               |                           |                           |                           |                           |                           |                           |                           |                           |                           |                           |                           |                          |                          |                          |                          |                          |                          |                          |                          |                          |                          |
| Equipos              |                           |                           |                           |                           |                           |                           |                           |                           |                           |                           |                           |                          |                          |                          |                          |                          |                          |                          |                          |                          |                          |
| Cachacos             | Cachacos                  | Cachacos                  | Cachacos                  | Cachacos                  | Cachacos                  | Cachacos                  | Cafeteros                 | Cafeteros                 | Cafeteros                 | Cafeteros                 | Cafeteros                 | Cafeteros                | Cafeteros                | Vallecaucanos            | Vallecaucanos            | Vallecaucanos            | Vallecaucanos            | Vallecaucanos            | Vallecaucanos            | Vallecaucanos            |                          |
| 14                   |                           |                           |                           |                           |                           |                           |                           |                           |                           |                           |                           |                          |                          |                          |                          |                          |                          |                          |                          |                          |                          |
| 15                   |                           |                           |                           |                           |                           |                           |                           | Mateo                     | Mateo                     | Mateo                     | Mateo                     | Mateo                    | Mateo                    | Mateo                    | Valentina                | Valentina                | Valentina                | Valentina                | Valentina                | Valentina                | Valentina                |
| 16                   |                           |                           |                           |                           |                           |                           |                           | Camila L. y Mateo         | Camila L. y Mateo         | Camila L. y Mateo         | Camila L. y Mateo         | Camila L. y Mateo        | Camila L. y Mateo        | Camila L. y Mateo        | Natali y Frank           | Natali y Frank           | Natali y Frank           | Natali y Frank           | Natali y Frank           | Natali y Frank           | Natali y Frank           |
| 17                   |                           |                           |                           |                           |                           |                           |                           | Lucho, Camila L. y Óscar  | Lucho, Camila L. y Óscar  | Lucho, Camila L. y Óscar  | Lucho, Camila L. y Óscar  | Lucho, Camila L. y Óscar | Lucho, Camila L. y Óscar | Lucho, Camila L. y Óscar | Alejandra, Gago y Natali | Alejandra, Gago y Natali | Alejandra, Gago y Natali | Alejandra, Gago y Natali | Alejandra, Gago y Natali | Alejandra, Gago y Natali | Alejandra, Gago y Natali |
| Etapa 6              |                           |                           |                           |                           |                           |                           |                           |                           |                           |                           |                           |                          |                          |                          |                          |                          |                          |                          |                          |                          |                          |
| Semana               |                           |                           |                           |                           |                           |                           |                           |                           |                           |                           |                           |                          |                          |                          |                          |                          |                          |                          |                          |                          |                          |
| Equipos              |                           |                           |                           |                           |                           |                           |                           |                           |                           |                           |                           |                          |                          |                          |                          |                          |                          |                          |                          |                          |                          |
| Cafeteros            | Cafeteros                 | Cafeteros                 | Cafeteros                 | Cafeteros                 | Cafeteros                 | Cafeteros                 | Cafeteros                 | Cafeteros                 | Cafeteros                 | Cafeteros                 | Vallecaucanos             | Vallecaucanos            | Vallecaucanos            | Vallecaucanos            | Vallecaucanos            | Vallecaucanos            | Vallecaucanos            | Vallecaucanos            | Vallecaucanos            | Vallecaucanos            |                          |
| 18                   | Camila L.                 | Camila L.                 | Camila L.                 | Camila L.                 | Camila L.                 | Camila L.                 | Camila L.                 | Camila L.                 | Camila L.                 | Camila L.                 | Camila L.                 |                          |                          |                          |                          |                          |                          |                          |                          |                          |                          |
| 19                   | Camila L. y Daniel        | Camila L. y Daniel        | Camila L. y Daniel        | Camila L. y Daniel        | Camila L. y Daniel        | Camila L. y Daniel        | Camila L. y Daniel        | Camila L. y Daniel        | Camila L. y Daniel        | Camila L. y Daniel        | Camila L. y Daniel        |                          |                          |                          |                          |                          |                          |                          |                          |                          |                          |
| 20                   | Oscar, Camila L. y Daniel | Oscar, Camila L. y Daniel | Oscar, Camila L. y Daniel | Oscar, Camila L. y Daniel | Oscar, Camila L. y Daniel | Oscar, Camila L. y Daniel | Oscar, Camila L. y Daniel | Oscar, Camila L. y Daniel | Oscar, Camila L. y Daniel | Oscar, Camila L. y Daniel | Oscar, Camila L. y Daniel |                          |                          |                          |                          |                          |                          |                          |                          |                          |                          |

Leyenda
     Es eximido para igualar el número de participantes en un equipo.
     No es seleccionado para representar al equipo en la prueba.
     No compite por accidente o enfermedad.

## Audiencia
| Registro del Índice de audiencia | Registro del Índice de audiencia             | Registro del Índice de audiencia | Registro del Índice de audiencia |
| Fecha                            | Descripción                                  | Rating Personas                  | Posición                         |
| -------------------------------- | -------------------------------------------- | -------------------------------- | -------------------------------- |
| 23/5/2017                        | Desafío Territorial, de Salvación y a Muerte | 14.1                             | Primero                          |
| 24/5/2017                        | Desafío Territorial y de Salvación           | 13.4                             | Primero                          |
| 25/5/2017                        | Desafío a Muerte                             | 11.2                             | Primero                          |
| 26/5/2017                        | Desafío Territorial                          | 11.2                             | Primero                          |
| 30/5/2017                        | Desafío de Salvación                         | 12.3                             | Primero                          |
| 31/5/2017                        | Desafió a Muerte                             | 11.7                             | Primero                          |
| 1/6/2017                         | Desafío de Capitanes                         | 12.6                             | Primero                          |
| 2/6/2017                         | Desafío Territorial                          | 10.5                             | Primero                          |
| 5/6/2017                         | Desafío de Salvación y a Muerte              | 10.2                             | Segundo                          |
| 6/6/2017                         | Desafío Territorial                          | 10.7                             | Segundo                          |
| 7/6/2017                         | Desafío de Salvación                         | 12.3                             | Segundo                          |
| 8/6/2017                         | Desafío a Muerte                             | 10.8                             | Primero                          |
| 9/6/2017                         | Desafío Territorial                          | 11.6                             | Primero                          |
| 12/6/2017                        | Desafío de Salvación                         | 11.6                             | Segundo                          |
| 13/6/2017                        | Desafío a Muerte                             | 11.7                             | Tercero                          |
| 14/6/2017                        | Desafío de Capitanes                         | 10.4                             | Segundo                          |
| 15/6/2017                        | Desafío Territorial                          | 11.2                             | Segundo                          |
| 16/6/2017                        | Desafío de Salvación                         | 10.9                             | Segundo                          |
| 20/6/2017                        | Desafío a Muerte                             | 11.6                             | Segundo                          |
| 21/6/2017                        | Desafío Territorial                          | 12.1                             | Primero                          |
| 22/6/2017                        | Desafío de Salvación                         | 11.0                             | Segundo                          |
| 23/6/2017                        | Desafío a Muerte                             | 11.0                             | Segundo                          |
| 27/6/2017                        | Desafío Territorial                          | 10.8                             | Segundo                          |
| 28/6/2017                        | Desafío de Salvación                         | 11.5                             | Segundo                          |
| 29/6/2017                        | Desafío a Muerte                             | 10.5                             | Segundo                          |
| 30/6/2017                        | Desafío Osmin                                | 11.0                             | Segundo                          |
| 4/7/2017                         | Desafío Territorial                          | 12.0                             | Segundo                          |
| 5/7/2017                         | Desafío de Salvación                         | 11.1                             | Segundo                          |
| 6/7/2017                         | Desafío a Muerte                             | 10.9                             | Primero                          |
| 7/7/2017                         | Desafío Territorial                          | 10.7                             | Primero                          |
| 10/7/2017                        | Desafío de Salvación                         | 12.7                             | Primero                          |
| 11/7/2017                        | Desafío a Muerte                             | 11.8                             | Segundo                          |
| 12/7/2017                        | Desafío Territorial                          | 12.6                             | Segundo                          |
| 13/7/2017                        | Desafío de Salvación                         | 11.3                             | Segundo                          |
| 14/7/2017                        | Desafío a Muerte                             | 12.1                             | Primero                          |
| 17/7/2017                        | Desafío Territorial                          | 12.6                             | Segundo                          |
| 18/7/2017                        | Desafío de Salvación                         | 12.5                             | Segundo                          |
| 19/7/2017                        | Desafío a Muerte                             | 11.2                             | Segundo                          |
| 21/7/2017                        | Desafío de Capitanes                         | 11.5                             | Segundo                          |
| 24/7/2017                        | Desafío Territorial                          | 12.1                             | Segundo                          |
| 25/7/2017                        | Desafío de Salvación                         | 12.7                             | Segundo                          |
| 26/7/2017                        | Desafío a Muerte                             | 12.4                             | Segundo                          |
| 27/7/2017                        | Desafío Territorial                          | 11.5                             | Segundo                          |
| 28/7/2017                        | Desafío de Salvación                         | 11.5                             | Primero                          |
| 31/7/2017                        | Desafío a Muerte                             | 12.4                             | Segundo                          |
| 1/8/2017                         | Desafío Territorial                          | 12.7                             | Segundo                          |
| 2/8/2017                         | Desafío de Salvación                         | 12.4                             | Primero                          |
| 3/8/2017                         | Desafío a Muerte                             | 12.0                             | Primero                          |
| 4/8/2017                         | Desafío Territorial                          | 12.2                             | Segundo                          |
| 8/8/2017                         | Desafío de Salvación                         | 11.6                             | Segundo                          |
| 9/8/2017                         | Desafío a Muerte                             | 12.7                             | Segundo                          |
| 10/8/2017                        | Desafío de Capitanes                         | 12.1                             | Segundo                          |
| 11/8/2017                        | Desafío Territorial                          | 12.2                             | Segundo                          |
| 14/8/2017                        | Desafío de Salvación                         | 12.8                             | Primero                          |
| 15/8/2017                        | Desafío a Muerte                             | 12.7                             | Segundo                          |
| 16/8/2017                        | Desafío Territorial                          | 12.7                             | Primero                          |
| 17/8/2017                        | Desafío de Salvación                         | 12.7                             | Segundo                          |
| 18/8/2017                        | Desafío a Muerte                             | 12.4                             | Segundo                          |
| 22/8/2017                        | Desafío Territorial                          | 14.1                             | Primero                          |
| 23/8/2017                        | Desafío de Salvación                         | 12.8                             | Primero                          |
| 24/8/2017                        | Desafío a Muerte                             | 13.7                             | Primero                          |
| 25/8/2017                        | Desafío Territorial Osmín                    | 14.7                             | Primero                          |
| 28/8/2017                        | Desafío de Salvación                         | 14.1                             | Primero                          |
| 29/8/2017                        | Desafío a Muerte                             | 13.4                             | Primero                          |
| 30/8/2017                        | Desafío Millonario                           | 13.0                             | Primero                          |
| 1/9/2017                         | Desafío de Salvación                         | 12.8                             | Primero                          |
| 4/9/2017                         | Desafío a Muerte                             | 13.4                             | Primero                          |
| 5/9/2017                         | Desafío Millonario                           | 13.3                             | Segundo                          |
| 6/9/2017                         | Desafío de Salvación                         | 14.4                             | Primero                          |
| 7/9/2017                         | Desafío a Muerte                             | 14.8                             | Primero                          |
| 8/9/2017                         | Desafío Millonario                           | 13.4                             | Segundo                          |
| 11/9/2017                        | Desafío de Salvación                         | 15.5                             | Segundo                          |
| 12/9/2017                        | Desafío a Muerte                             | 13.6                             | Primero                          |
| 13/9/2017                        | Desafío Millonario                           | 14.7                             | Primero                          |
| 14/9/2017                        | Desafío de Salvación                         | 13.6                             | Primero                          |
| 15/9/2017                        | Desafío a Muerte                             | 12.1                             | Segundo                          |
| 18/9/2017                        | Gran Prueba & La Final                       | 16.7                             | Primero                          |

Leyenda
     Emisión más vista
     Emisión menos vista